# Тур де л’Од феминин 2008
Тур де л’Од феминин 2008 (фр. Tour de l'Aude cycliste féminin 2008) — шоссейная многодневная велогонка по дорогам Франции. Гонка прошла с 16 по 25 мая 2008 года в рамках Женского мирового шоссейного календаря UCI 2008 (категория 2.2).
Победу на гонке одержала шведская велогонщица Сюзанн Юнгског, выступавшая в составе команды Menikini-Selle Italia-Masters Color. Второе место в генеральной классификации и первое в горной классификации заняла немка Юдит Арндт, а её соотечественница Трикси Воррак третье место в генеральной классификации. Победителем очковой классификации стала немка Ангела Хенниг, спринтерской классификации — шведка Моника Холлер, а молодежной классификации — немка Клаудия Хойслер. В командной классификации победу одержала немецкая команда Equipe Nürnberger Versicherung.

## Участники
В гонке приняло участие 19 команд — 11 профессиональных команд и 8 национальных сборных. Каждая команда состояла максимум из 6 гонщиц.
| UCI Women’s Teams (11)- Menikini-Selle Italia-Masters Color - Equipe Nürnberger Versicherung - High Road Women - DSB Bank - Bigla - AA Drink-Cycling Team - Gauss RDZ Ormu - Webcor Builders - Lotto-Belisol Ladiesteam - Fenixs - Swift Racing Национальные сборные (8)- Германия - Нидерланды - США - Австралия - Великобритания - Литва - Франция - Украина |
| |

| Menikini-Selle Italia-Masters Color MSI | Menikini-Selle Italia-Masters Color MSI | Menikini-Selle Italia-Masters Color MSI |
| --------------------------------------- | --------------------------------------- | --------------------------------------- |
| №                                       | Гонщик                                  | Место                                   |
| 1                                       | Сюзанн Юнгског (SWE)                    | 1-й                                     |
| 2                                       | Сильвия Вальсекки (ITA)                 | 79-й                                    |
| 3                                       | Натали Бейтс (AUS)                      | 60-й                                    |
| 4                                       | Сигрид Корнео (SLO)                     | DNF-9                                   |
| 5                                       | Ольга Слюсарева (RUS)                   | DNF-7                                   |
| 6                                       | Михо Оки (JPN)                          | 42-й                                    |

| Equipe Nürnberger Versicherung NUR | Equipe Nürnberger Versicherung NUR | Equipe Nürnberger Versicherung NUR |
| ---------------------------------- | ---------------------------------- | ---------------------------------- |
| №                                  | Гонщик                             | Место                              |
| 7                                  | Трикси Воррак (GER)                | 3-й                                |
| 8                                  | Шарлотта Беккер (GER)              | DNF-8                              |
| 9                                  | Сюзанна де Гуде (NED)              | 33-й                               |
| 10                                 | Клаудия Хойслер (GER)              | 7-й                                |
| 11                                 | Ева Лутц (GER)                     | 39-й                               |
| 12                                 | Эдита Пучинскайте (LTU)            | 18-й                               |

| High Road Women TMP | High Road Women TMP       | High Road Women TMP |
| ------------------- | ------------------------- | ------------------- |
| №                   | Гонщик                    | Место               |
| 13                  | Юдит Арндт (GER)          | 2-й                 |
| 14                  | Анке Вихман (GER)         | 72-й                |
| 15                  | Луиза Келлер (GER)        | 28-й                |
| 16                  | Алексис Роудс (AUS)       | 63-й                |
| 17                  | Линда Виллумсен (DEN)     | 9-й                 |
| 18                  | Ина-Йоко Тойтенберг (GER) | 34-й                |

| Германия GER | Германия GER     | Германия GER |
| ------------ | ---------------- | ------------ |
| №            | Гонщик           | Место        |
| 19           | Бьянка Нопфле    | 29-й         |
| 20           | Эльке Гебхардт   | 37-й         |
| 21           | Вирджиния Хенниг | DNF-6        |
| 22           | Роми Каспер      | 61-й         |
| 23           | Марлен Йохренд   | 74-й         |
| 24           | Corinna Thumm    | 59-й         |

| DSB Bank DSB | DSB Bank DSB            | DSB Bank DSB |
| ------------ | ----------------------- | ------------ |
| №            | Гонщик                  | Место        |
| 25           | Ангела Хенниг (GER)     | 53-й         |
| 26           | Андреа Босман (NED)     | 24-й         |
| 27           | Тина Либих (GER)        | 15-й         |
| 28           | Шэрон Ван Эссен (NED)   | 40-й         |
| 29           | Адри Виссер (NED)       | 47-й         |
| 30           | Марике ван Ванрой (NED) | 71-й         |

| Нидерланды NED | Нидерланды NED    | Нидерланды NED |
| -------------- | ----------------- | -------------- |
| №              | Гонщик            | Место          |
| 31             | Регина Брёйнс     | 10-й           |
| 32             | Мартине Брас      | 56-й           |
| 33             | Мирьям Мельхерс   | 11-й           |
| 34             | Лус Гюнневейк     | 50-й           |
| 35             | Эллен Ван Дейк    | 66-й           |
| 36             | Санне ван Паассен | 75-й           |

| Bigla BCT | Bigla BCT                 | Bigla BCT |
| --------- | ------------------------- | --------- |
| №         | Гонщик                    | Место     |
| 37        | Андреа Граус (AUT)        | DNF-5     |
| 38        | Вероника Андреассон (SWE) | 78-й      |
| 39        | Ноэми Кантеле (ITA)       | 14-й      |
| 40        | Дженифер Хол (SUI)        | 43-й      |
| 41        | Моника Холлер (SWE)       | 58-й      |
| 42        | Зульфия Забирова (KAZ)    | 26-й      |

| США USA | США USA         | США USA |
| ------- | --------------- | ------- |
| №       | Гонщик          | Место   |
| 43      | Кэтрин Кэрролл  | DNF     |
| 44      | Элисон Пауэрз   | 31-й    |
| 45      | Эмбер Пирс      | 44-й    |
| 46      | Кристина Руйтер | 57-й    |
| 47      | Брук Миллер     | DNF-4   |
| 48      | Эмбер Небен     | 8-й     |

| AA Drink-Cycling Team AAD | AA Drink-Cycling Team AAD | AA Drink-Cycling Team AAD |
| ------------------------- | ------------------------- | ------------------------- |
| №                         | Гонщик                    | Место                     |
| 49                        | Латойя Брюле (BEL)        | 70-й                      |
| 50                        | Марлин Биннендейк (NED)   | 76-й                      |
| 51                        | Паулина Бжезна (POL)      | 48-й                      |
| 52                        | Эмма Юханссон (SWE)       | 13-й                      |
| 53                        | Ирэн ван ден Брук (NED)   | 5-й                       |
| 54                        | Лор Вернер (BEL)          | 41-й                      |

| Австралия AUS | Австралия AUS    | Австралия AUS |
| ------------- | ---------------- | ------------- |
| №             | Гонщик           | Место         |
| 55            | Кати Мактье      | DNF-8         |
| 56            | Лориан Грэм      | DNF-7         |
| 57            | Никки Баттерфилд | DNF-5         |
| 58            | Карла Райан      | 17-й          |
| 59            | Аманда Спратт    | DNF-6         |
| 60            | Вики Уайтлоу     | 23-й          |

| Gauss RDZ Ormu GAU | Gauss RDZ Ormu GAU      | Gauss RDZ Ormu GAU |
| ------------------ | ----------------------- | ------------------ |
| №                  | Гонщик                  | Место              |
| 61                 | Юлия Мартисова (RUS)    | 20-й               |
| 62                 | Таня Бельведерези (ITA) | 45-й               |
| 63                 | Мартина Корацци (ITA)   | 52-й               |
| 64                 | Татьяна Гудерцо (ITA)   | 25-й               |
| 65                 | Элеонора Суэлотто (ITA) | 84-й               |
| 66                 | Элоди Тюффе (FRA)       | 49-й               |

| Великобритания GBR | Великобритания GBR | Великобритания GBR |
| ------------------ | ------------------ | ------------------ |
| №                  | Гонщик             | Место              |
| 67                 | Николь Кук         | 4-й                |
| 68                 | Леда Кокс          | 62-й               |
| 69                 | Кэтрин Уильямсон   | 67-й               |
| 70                 | Шэрон Лоус         | 6-й                |
| 71                 | Эмма Пули          | DNF-7              |
| 72                 | Джессика Аллен     | 36-й               |

| Литва LTU | Литва LTU            | Литва LTU |
| --------- | -------------------- | --------- |
| №         | Гонщик               | Место     |
| 73        | Диана Жилюте         | 35-й      |
| 74        | Урте Юодвалките      | 82-й      |
| 75        | Йоланта Поликевичюте | 21-й      |
| 76        | Раса Поликевичюте    | 54-й      |
| 77        | Агне Багдонавичюте   | 77-й      |
| 78        | Эрика Вилунайте      | 51-й      |

| Webcor Builders ___ | Webcor Builders ___   | Webcor Builders ___ |
| ------------------- | --------------------- | ------------------- |
| №                   | Гонщик                | Место               |
| 79                  | Джина Гран (CAN)      | 83-й                |
| 80                  | Amy Dombroski (USA)   | DNF-9               |
| 81                  | Rebecca Much (USA)    | DNF-5               |
| 82                  | Кристин Торберн (USA) | 16-й                |
| 83                  | Эрин Уиллок (CAN)     | 12-й                |
| 84                  | Алекс Врублески (CAN) | DNF-6               |

| Франция FRA | Франция FRA           | Франция FRA |
| ----------- | --------------------- | ----------- |
| №           | Гонщик                | Место       |
| 85          | Марилин Сальвета      | 19-й        |
| 86          | Магали Ле Флок        | DNF-8       |
| 87          | Кристель Феррье-Брюно | 46-й        |
| 88          | Эмили Бланкфорт       | DNF-6       |
| 89          | Флоранс Жирарде       | DNF-4       |
| 90          | Беатрис Тома          | 64-й        |

| Lotto-Belisol Ladiesteam LBL | Lotto-Belisol Ladiesteam LBL | Lotto-Belisol Ladiesteam LBL |
| ---------------------------- | ---------------------------- | ---------------------------- |
| №                            | Гонщик                       | Место                        |
| 91                           | Сара Кэрриган (AUS)          | 27-й                         |
| 92                           | Лизелотт Декруа (BEL)        | DNF                          |
| 93                           | Катрин Дельфосс (BEL)        | 30-й                         |
| 94                           | Софи Гор (BEL)               | DNF                          |
| 95                           | Вера Коедодер (NED)          | 69-й                         |
| 96                           | Эмма Маки (AUS)              | 68-й                         |

| Украина UKR | Украина UKR       | Украина UKR |
| ----------- | ----------------- | ----------- |
| №           | Гонщик            | Место       |
| 97          | Алёна Шара        | DNS-0       |
| 98          | Наталья Фигурская | DNS-0       |
| 99          | Оксана Кащишина   | DNS-0       |
| 100         | Ольга Литвиненко  | DNS-0       |
| 101         | Нина Овчаренко    | DNS-0       |
| 102         | Ирина Шпилёва     | DNS-0       |

| Fenixs FEN | Fenixs FEN             | Fenixs FEN |
| ---------- | ---------------------- | ---------- |
| №          | Гонщик                 | Место      |
| 103        | Наталья Боярская (RUS) | 38-й       |
| 104        | Татьяна Антошина (RUS) | 32-й       |
| 105        | Шиван Дерван (IRL)     | DNF-0      |
| 106        | Саманта Галасси (ITA)  | DNF-0      |
| 107        | Сьюзи Годарт (LUX)     | DNF        |
| 108        | Надежда Власова (RUS)  | DNF-7      |

| Swift Racing GRT | Swift Racing GRT         | Swift Racing GRT |
| ---------------- | ------------------------ | ---------------- |
| №                | Гонщик                   | Место            |
| 109              | Хелен Уаймен (GBR)       | 55-й             |
| 110              | Тони Брэдшоу (NZL)       | 65-й             |
| 111              | Марина Дувняк (NZL)      | DNF-7            |
| 112              | Эмма Дейвис (GBR)        | 81-й             |
| 113              | Габриэлла Дэй (GBR)      | DNF              |
| 114              | Дебби ван дер Берг (NED) | 80-й             |

| Menikini-Selle Italia-Masters Color MSI | Menikini-Selle Italia-Masters Color MSI | Menikini-Selle Italia-Masters Color MSI |
| --------------------------------------- | --------------------------------------- | --------------------------------------- |
| №                                       | Гонщик                                  | Место                                   |
| 1                                       | Сюзанн Юнгског (SWE)                    | 1-й                                     |
| 2                                       | Сильвия Вальсекки (ITA)                 | 79-й                                    |
| 3                                       | Натали Бейтс (AUS)                      | 60-й                                    |
| 4                                       | Сигрид Корнео (SLO)                     | DNF-9                                   |
| 5                                       | Ольга Слюсарева (RUS)                   | DNF-7                                   |
| 6                                       | Михо Оки (JPN)                          | 42-й                                    |

| Equipe Nürnberger Versicherung NUR | Equipe Nürnberger Versicherung NUR | Equipe Nürnberger Versicherung NUR |
| ---------------------------------- | ---------------------------------- | ---------------------------------- |
| №                                  | Гонщик                             | Место                              |
| 7                                  | Трикси Воррак (GER)                | 3-й                                |
| 8                                  | Шарлотта Беккер (GER)              | DNF-8                              |
| 9                                  | Сюзанна де Гуде (NED)              | 33-й                               |
| 10                                 | Клаудия Хойслер (GER)              | 7-й                                |
| 11                                 | Ева Лутц (GER)                     | 39-й                               |
| 12                                 | Эдита Пучинскайте (LTU)            | 18-й                               |

| High Road Women TMP | High Road Women TMP       | High Road Women TMP |
| ------------------- | ------------------------- | ------------------- |
| №                   | Гонщик                    | Место               |
| 13                  | Юдит Арндт (GER)          | 2-й                 |
| 14                  | Анке Вихман (GER)         | 72-й                |
| 15                  | Луиза Келлер (GER)        | 28-й                |
| 16                  | Алексис Роудс (AUS)       | 63-й                |
| 17                  | Линда Виллумсен (DEN)     | 9-й                 |
| 18                  | Ина-Йоко Тойтенберг (GER) | 34-й                |

| Германия GER | Германия GER     | Германия GER |
| ------------ | ---------------- | ------------ |
| №            | Гонщик           | Место        |
| 19           | Бьянка Нопфле    | 29-й         |
| 20           | Эльке Гебхардт   | 37-й         |
| 21           | Вирджиния Хенниг | DNF-6        |
| 22           | Роми Каспер      | 61-й         |
| 23           | Марлен Йохренд   | 74-й         |
| 24           | Corinna Thumm    | 59-й         |

| DSB Bank DSB | DSB Bank DSB            | DSB Bank DSB |
| ------------ | ----------------------- | ------------ |
| №            | Гонщик                  | Место        |
| 25           | Ангела Хенниг (GER)     | 53-й         |
| 26           | Андреа Босман (NED)     | 24-й         |
| 27           | Тина Либих (GER)        | 15-й         |
| 28           | Шэрон Ван Эссен (NED)   | 40-й         |
| 29           | Адри Виссер (NED)       | 47-й         |
| 30           | Марике ван Ванрой (NED) | 71-й         |

| Нидерланды NED | Нидерланды NED    | Нидерланды NED |
| -------------- | ----------------- | -------------- |
| №              | Гонщик            | Место          |
| 31             | Регина Брёйнс     | 10-й           |
| 32             | Мартине Брас      | 56-й           |
| 33             | Мирьям Мельхерс   | 11-й           |
| 34             | Лус Гюнневейк     | 50-й           |
| 35             | Эллен Ван Дейк    | 66-й           |
| 36             | Санне ван Паассен | 75-й           |

| Bigla BCT | Bigla BCT                 | Bigla BCT |
| --------- | ------------------------- | --------- |
| №         | Гонщик                    | Место     |
| 37        | Андреа Граус (AUT)        | DNF-5     |
| 38        | Вероника Андреассон (SWE) | 78-й      |
| 39        | Ноэми Кантеле (ITA)       | 14-й      |
| 40        | Дженифер Хол (SUI)        | 43-й      |
| 41        | Моника Холлер (SWE)       | 58-й      |
| 42        | Зульфия Забирова (KAZ)    | 26-й      |

| США USA | США USA         | США USA |
| ------- | --------------- | ------- |
| №       | Гонщик          | Место   |
| 43      | Кэтрин Кэрролл  | DNF     |
| 44      | Элисон Пауэрз   | 31-й    |
| 45      | Эмбер Пирс      | 44-й    |
| 46      | Кристина Руйтер | 57-й    |
| 47      | Брук Миллер     | DNF-4   |
| 48      | Эмбер Небен     | 8-й     |

| AA Drink-Cycling Team AAD | AA Drink-Cycling Team AAD | AA Drink-Cycling Team AAD |
| ------------------------- | ------------------------- | ------------------------- |
| №                         | Гонщик                    | Место                     |
| 49                        | Латойя Брюле (BEL)        | 70-й                      |
| 50                        | Марлин Биннендейк (NED)   | 76-й                      |
| 51                        | Паулина Бжезна (POL)      | 48-й                      |
| 52                        | Эмма Юханссон (SWE)       | 13-й                      |
| 53                        | Ирэн ван ден Брук (NED)   | 5-й                       |
| 54                        | Лор Вернер (BEL)          | 41-й                      |

| Австралия AUS | Австралия AUS    | Австралия AUS |
| ------------- | ---------------- | ------------- |
| №             | Гонщик           | Место         |
| 55            | Кати Мактье      | DNF-8         |
| 56            | Лориан Грэм      | DNF-7         |
| 57            | Никки Баттерфилд | DNF-5         |
| 58            | Карла Райан      | 17-й          |
| 59            | Аманда Спратт    | DNF-6         |
| 60            | Вики Уайтлоу     | 23-й          |

| Gauss RDZ Ormu GAU | Gauss RDZ Ormu GAU      | Gauss RDZ Ormu GAU |
| ------------------ | ----------------------- | ------------------ |
| №                  | Гонщик                  | Место              |
| 61                 | Юлия Мартисова (RUS)    | 20-й               |
| 62                 | Таня Бельведерези (ITA) | 45-й               |
| 63                 | Мартина Корацци (ITA)   | 52-й               |
| 64                 | Татьяна Гудерцо (ITA)   | 25-й               |
| 65                 | Элеонора Суэлотто (ITA) | 84-й               |
| 66                 | Элоди Тюффе (FRA)       | 49-й               |

| Великобритания GBR | Великобритания GBR | Великобритания GBR |
| ------------------ | ------------------ | ------------------ |
| №                  | Гонщик             | Место              |
| 67                 | Николь Кук         | 4-й                |
| 68                 | Леда Кокс          | 62-й               |
| 69                 | Кэтрин Уильямсон   | 67-й               |
| 70                 | Шэрон Лоус         | 6-й                |
| 71                 | Эмма Пули          | DNF-7              |
| 72                 | Джессика Аллен     | 36-й               |

| Литва LTU | Литва LTU            | Литва LTU |
| --------- | -------------------- | --------- |
| №         | Гонщик               | Место     |
| 73        | Диана Жилюте         | 35-й      |
| 74        | Урте Юодвалките      | 82-й      |
| 75        | Йоланта Поликевичюте | 21-й      |
| 76        | Раса Поликевичюте    | 54-й      |
| 77        | Агне Багдонавичюте   | 77-й      |
| 78        | Эрика Вилунайте      | 51-й      |

| Webcor Builders ___ | Webcor Builders ___   | Webcor Builders ___ |
| ------------------- | --------------------- | ------------------- |
| №                   | Гонщик                | Место               |
| 79                  | Джина Гран (CAN)      | 83-й                |
| 80                  | Amy Dombroski (USA)   | DNF-9               |
| 81                  | Rebecca Much (USA)    | DNF-5               |
| 82                  | Кристин Торберн (USA) | 16-й                |
| 83                  | Эрин Уиллок (CAN)     | 12-й                |
| 84                  | Алекс Врублески (CAN) | DNF-6               |

| Франция FRA | Франция FRA           | Франция FRA |
| ----------- | --------------------- | ----------- |
| №           | Гонщик                | Место       |
| 85          | Марилин Сальвета      | 19-й        |
| 86          | Магали Ле Флок        | DNF-8       |
| 87          | Кристель Феррье-Брюно | 46-й        |
| 88          | Эмили Бланкфорт       | DNF-6       |
| 89          | Флоранс Жирарде       | DNF-4       |
| 90          | Беатрис Тома          | 64-й        |

| Lotto-Belisol Ladiesteam LBL | Lotto-Belisol Ladiesteam LBL | Lotto-Belisol Ladiesteam LBL |
| ---------------------------- | ---------------------------- | ---------------------------- |
| №                            | Гонщик                       | Место                        |
| 91                           | Сара Кэрриган (AUS)          | 27-й                         |
| 92                           | Лизелотт Декруа (BEL)        | DNF                          |
| 93                           | Катрин Дельфосс (BEL)        | 30-й                         |
| 94                           | Софи Гор (BEL)               | DNF                          |
| 95                           | Вера Коедодер (NED)          | 69-й                         |
| 96                           | Эмма Маки (AUS)              | 68-й                         |

| Украина UKR | Украина UKR       | Украина UKR |
| ----------- | ----------------- | ----------- |
| №           | Гонщик            | Место       |
| 97          | Алёна Шара        | DNS-0       |
| 98          | Наталья Фигурская | DNS-0       |
| 99          | Оксана Кащишина   | DNS-0       |
| 100         | Ольга Литвиненко  | DNS-0       |
| 101         | Нина Овчаренко    | DNS-0       |
| 102         | Ирина Шпилёва     | DNS-0       |

| Fenixs FEN | Fenixs FEN             | Fenixs FEN |
| ---------- | ---------------------- | ---------- |
| №          | Гонщик                 | Место      |
| 103        | Наталья Боярская (RUS) | 38-й       |
| 104        | Татьяна Антошина (RUS) | 32-й       |
| 105        | Шиван Дерван (IRL)     | DNF-0      |
| 106        | Саманта Галасси (ITA)  | DNF-0      |
| 107        | Сьюзи Годарт (LUX)     | DNF        |
| 108        | Надежда Власова (RUS)  | DNF-7      |

| Swift Racing GRT | Swift Racing GRT         | Swift Racing GRT |
| ---------------- | ------------------------ | ---------------- |
| №                | Гонщик                   | Место            |
| 109              | Хелен Уаймен (GBR)       | 55-й             |
| 110              | Тони Брэдшоу (NZL)       | 65-й             |
| 111              | Марина Дувняк (NZL)      | DNF-7            |
| 112              | Эмма Дейвис (GBR)        | 81-й             |
| 113              | Габриэлла Дэй (GBR)      | DNF              |
| 114              | Дебби ван дер Берг (NED) | 80-й             |

- DNF — не финишировал

### Фавориты
В этой гонке шведка Сюзанн Юнгског вернулась в роли защищающей свой титул победительницы Тур де л'Од феминин 2007 в составе новой команды Menikini-Selle Italia. Бывшая двукратная чемпионка мира выиграла гонку 2007 года благодаря тому, что в предпоследний день она вошла в состав группы победителей. До этого в гонке побеждали команда T-Mobile (в 2008 году — HTC-Highroad) и Марианна Вос (DSB Bank). В борьбе за сохранение титула Юнгског помогали победительница 1998 года Фабиана Луперини, чемпионка Японии Михо Оки и сильный австралийский дуэт Натали Бейтс и Рошелль Гилмор — все они стремились к победе в гонке.
Главные соперники Юнгског в этом году были те же, что и в прошлом: Арндт возглавила мощную команду High Road, которая стремилась выиграть командную гонку, которую они выиграли в прошлом году как T-Mobile. Большинство классических гонщиков, которые доминировали в первой части сезона, остались дома, но сила команды вышла на первый план: американка Мара Эббот, австралийка Алекс Родс и немка Мадлен Сандиг присоединились к Луизе Келлер — чемпионке Германии. Ина-Йоко Тойтенберг вернулась, чтобы поддержать своего капитана и побороться за любой спринтерский финиш, который мог возникнуть.
Победительница 2004 года, Трикси Воррак, занявшая в 2007 году второе место, возглавила мощную команду Equipe Nürnberger Versicherung, которая попыталась добиться ещё одной победы. Команда, которая была так сильна в последних гонках Кубка мира, сопровождала бывшую чемпионку Германии, включая бывшую чемпионку мира Эдиту Пучинскайте, которая стала третьей в 2002 году, и сама была способна победить, и бывшего лидера Кубка мира, Сюзанну Де Годе.
Британские болельщики надеялись, что чемпионка страны Николь Кук наберёт форму, ведь у неё продолжалась подготовка к Олимпийским играм в Пекине. Она снова выступала в красно-бело-синих цветах своей национальной команды, а не в оранжево-чёрных, как её коммерческая команда, чтобы Эмма Пули могла принять участие в соревнованиях. Возможно, неожиданным включением в команду Великобритании стала чемпионка мира в гонке преследования Ребекка Ромеро. Как специалист по коротким дистанциям она была фаворитом в абсолютно плоском прологе на 3,9 км, но как национальная чемпионка в индивидуальной гонке она также оказалась бы полезной в командных соревнованиях на втором этапе. Также была представлена британская команда Team Swift Racing, возглавляемая, как обычно, чемпионкой Великобритании по велокроссу Хелен Уайман и Эммой Дэвис Джонс.
Мощную швейцарскую команду Bigla возглавила Андреа Граус, восстанавливающаяся после домашней гонки Berner-Rundfahrt, где она заболела. Её поддерживали специалист по однодневкам Ноэми Кантеле, которую не стоило сбрасывать со счетов, и швейцарский дуэт Серена Трахсель и Дженнифер Хол.
DSB Bank стартовала без Марианны Вос, которая выиграла множество этапов в прошлом году, поскольку её олимпийская подготовка проходила в другом месте. Тем не менее, команду возглавили Ангела Бродтка и Андреа Босман, а также Тина Либиг.
Webcor Builders, к сожалению, остался без Катерин Кури-Маттис, которая упала на гонке Флеш Валонь Фамм и получила дополнительные повреждения ключицы, сломанной во время аварии на Туре Новой Зеландии. Несмотря на это, команда представляла собой мощную силу во главе с Джиной Грейн и такими гонщиками, как Кристин Торберн и победительница Флеш Валлонь, Алекс Врублески.
Англоязычное присутствие в гонке ещё больше подчеркивалось наличием в команде Lotto-Belisol олимпийской чемпионки Сары Кэрриган. Кроме того, помимо сборной Великобритании, в гонке приняли участие национальные команды Австралии и США. Двукратная победительница Амбер Небен выступала в составе сборной США, так как её команда Team Flexpoint не получила приглашения.
Интересная борьба могла развернуться и между несколькими специалистами по велокроссу. Действующая чемпионка мира Ханка Купфернагель возглавляла сборную Германии, бывшая чемпионка мира Марилин Сальвета — Франции, а Ван Ден Бранд, которая прошлой зимой доминировала практически во всех гонках, кроме чемпионата мира, была включена в состав команды Нидерландов.

## Маршрут
Тур де л'Од феминин — одна из трёх самых сложных многодневок в сезоне, наряду с Джиро д’Италия и Туром Тюрингии — как обычно, состоял из этапов по разнообразной местности, почти полностью проходящих по территории департамента Од, который и дал название гонке. Этапы можно было разделить на три отдельные фазы: первая — в основном плоском прибрежном регионе вблизи Нарбонны, вторая — более гористая часть на юге, вблизи Андорры, и третья — в холмистой местности вокруг средневекового города Каркасон.
Гонка начиналась в приморском курорте Грюиссан с абсолютно плоского пролога протяженностью 3,9 км. Этапы 1 и 3 находились немного дальше вглубь материка и были в основном равнинными — за исключением подъёма Col de Sojettes 1-й категории на первом этапе. Между ними находился этап 2: 27-километровая командная гонка с раздельным стартом, стартующая и финиширующая в другом приморском городке, Пор-ла-Нувель.
Этап 4 определял лидера горной классификации, он стартовал и финишировал в городке Оссежа в департаменте Восточные Пиренеи, недалеко от Андорры и испанской границы. На среднем участке 101-километровой дистанции гонка преодолевала два перевала высшей категории и один первой. За промежуточным пятым этапом следовал ещё один холмистый: на шестом этапе гонка снова пошла в северном направлении, преодолев три подъёма первой категории.
Заключительные три этапа были более спокойными, но всё равно включали в себя несколько подъёмов второй и первой категории, так что лидеру гонки не приходилось расслабляться до самого конца. В 2007 году именно на последних этапах Юнгског отобрала жёлтую майку у Юдит Арндт, которая удерживала её с командной гонки на втором этапе.
| Этап   | Дата   | Маршрут                             | type               | Длина (км) | Победитель          | Лидер генеральной классификации |
| ------ | ------ | ----------------------------------- | ------------------ | ---------- | ------------------- | ------------------------------- |
| Пролог | 16 май | Грюиссан – Грюиссан                 | пролог             | 3,9        | Кати Мактье         | Кати Мактье                     |
| 1      | 17 май | Рьё-Минервуа – Рьё-Минервуа         |                    | 107        | Николь Кук          | Сюзанн Юнгског                  |
| 2      | 18 май | Пор-ла-Нувель – Пор-ла-Нувель       | командная разделка | 37         | Нидерланды          | Юдит Арндт                      |
| 3      | 19 май | Лезиньян-Корбьер – Лезиньян-Корбьер |                    | 111        | Зульфия Забирова    | Юдит Арндт                      |
| 4      | 20 май | Оссейя – Оссейя                     |                    | 101        | Сюзанн Юнгског      | Сюзанн Юнгског                  |
| 5      | 21 май | Toulouges – Toulouges               |                    | 112        | Ина-Йоко Тойтенберг | Сюзанн Юнгског                  |
| 6      | 22 май | Рен-ле-Бен – Акса                   |                    | 117        | Вики Уайтлоу        | Сюзанн Юнгског                  |
| 7      | 23 май | Кастельнодари – Кастельнодари       |                    | 108        | Зульфия Забирова    | Сюзанн Юнгског                  |
| 8      | 24 май | Бран – Бран                         |                    | 116        | Ина-Йоко Тойтенберг | Сюзанн Юнгског                  |
| 9      | 25 май | Лиму – Лиму                         |                    | 71         | Юдит Арндт          | Сюзанн Юнгског                  |

## Ход гонки

### Пролог
| Грюиссан - Грюиссан | пролог | (3,9 км) |

Кати Мактье (сборная Австралии) удивила сама себя, выиграв пролог длиной 3,9 км и завоевав первую майку лидера гонки на Туре де Л'Од в этом году. Чемпионка мира по трековому велоспорту 2005 года в индивидуальной гонке преследования нашла дистанцию по душе и показала время 5:02.78, что было чуть более чем на полсекунды быстрее чемпионки Нидерландов в гонке с раздельным стартом и чемпионки мира в скретче, Эллен Ван Дейк (сборная Нидерландов), а чемпионка Тура де л'Од 2007 года, Сюзанн Юнгског (Menikini Selle Italia) отстала от неё на шесть десятых секунды. Элисон Пауэрс (сборная США) отстала на две десятых секунды, а Мирьям Мельхерс (сборная Нидерландов) — чуть более чем на секунду, заняв пятое место.
День начался облачно и пасмурно, но к 15:00 небо прояснилось, и первая гонщица, Габриэлла Дэй (Swift Racing) вышла на старт при ярком солнечном свете. Однако сильный ветер, который присутствовал в предыдущие дни, сохранялся, усложняя условия на прибрежной трассе. Во второй половине дня набежало больше туч, и на стартовавших позже участников обрушился небольшой дождь, но это никого не обеспокоило и не ухудшило условий гонки.
У победительницы Кэти Мактье сложилось впечатление, что её кто-то обошёл в борьбе за первое место, пока Cyclingnews не сообщил о её победе, что совершенно не застало её врасплох. Специалист по гонкам преследования не ставила перед собой долгосрочных личных целей, кроме поддержки австралийской команды и подготовки к Олимпийским играм, где она хотела завоевать золотую медаль взамен серебряной, заработанной в Афинах четыре года назад. «Главный акцент в оставшейся части тура — помочь моим товарищам по команде», — сказала она после того, как победа стала очевидной. «У нас подрастают очень талантливые спортсмены, и я надеюсь, что мне удастся избавиться от ветра и помочь им». «Честно говоря, — продолжила она, — я хорошо изучила завтрашний профиль, и у нас есть несколько карт, которые мы можем разыграть в плане общего зачёта, глядя на гонщиков генеральной классификации. Главная цель моего участия в Туре — хорошая подготовка к Олимпийским играм и всё такое».
Элисон Пауэрс, стартовавшая одной из первых (под номером 10), финишировала почти за час и три четверти до последнего гонщика. Однако и более поздним гонщикам пришлось столкнуться с такой же ветреной погодой. «Я пришла рано, — продолжила Мактье, — поэтому я поехала к месту проживания, а потом вернулась обратно. Ветер всегда будет фактором, и был ли он более ветреным или менее ветреным, я не могу сказать, но вы должны просто выйти на старт, извлечь максимум из условий и выложиться по полной. Это отличная трасса, я была здесь в 2001 году — здесь всегда были очень хорошие прологи на Тур де л'Од, и это было то, что мне нужно было сделать, чтобы получить действительно хороший шанс. И да, я не могу быть счастливее».
Чемпионка мира в скрэтче, Эллен Ван Дейк, занявшая второе место, была заметно разочарована тем, что её опередили на 1 сотую секунды, но не удивилась тому, что это сделала бывшая чемпионка мира в гонке преследования. «Было тяжело, — сказала она о ветреных условиях, — но это короткая дистанция, короткий круг, поэтому трудно выкладываться полностью и ехать вхолостую. Обидно, потому что я вторая — и с отрывом в сотую». «Очень ветрено, — продолжила она, — и дождь начался, когда я стартовала, так что мне было немного страшно. С этим ничего не поделаешь, но второе место — это не очень хорошо. Я знаю, что она очень хороша на трассе, но сейчас она ещё лучше!». Вряд ли голландка собиралась отобрать майку лидера у Мактье, ведь в гонке первого этапа участвовали такие сильные гонщицы, как Мельхерс-Ван Поппель и Регина Брёйнс. «Я не очень хороша для горовосхождения, так что мне придется очень много работать за своих товарищей по команде, но, возможно, мы сможем что-то сделать в командной гонке на время. Я здесь не для того, чтобы проехать хорошую классификацию, я здесь только для того, чтобы получить опыт, и это делает меня сильнее!» — сказала Ван Дейк.
«Да, я счастлива», — сказала Cyclingnews прошлогодняя победительница, Сюзанн Юнгског. «Третье место — это хорошо для этого дня. Я счастлива, да». Однако, учитывая, что командная гонка не является одной из сильных сторон Menikini-Selle Italia, бывшая двукратная чемпионка мира не так оптимистично смотрела на свои общие перспективы. «Думаю, в командной гонке я потеряю несколько секунд», объяснила она, «так что моя цель — сделать всё возможное и посмотреть, что получится. Это хорошая подготовка к Джиро, хорошая и очень сложная гонка, так что это хорошо».
Занявшая четвёртое место Элисон Пауэрс была довольна своим выступлением. «Я была здесь два месяца, и приятно видеть, что упорная работа окупилась сегодня — это очень приятно. Сегодня всё работало хорошо: команда работала хорошо, мои велосипеды работали хорошо, всё было замечательно». Как и для большинства специалистов по прологу, хорошее выступление на сегодняшней короткой дистанции было пределом её личных амбиций, а в ближайшие дни на первое место выйдет команда. «У нас есть Амбер Небен, и мы хотим, чтобы она выиграла гонку», — объяснила она. «Мы здесь ради неё. Я бы хотела добиться хорошего результата лично, но в основном речь идёт о команде, о том, чтобы помочь ей победить и достичь её целей. Моей личной целью был пролог, и я бы сказала, что справилась с ней неплохо».
Главные претенденты на победу в общем зачёте расположились довольно равномерно, а Мельхерс-Ван Поппель получила раннее психологическое преимущество. Победительница 2005 и 2006 годов, Амбер Небен (сборная США), заняла седьмое место, отставая от нидерландской гонщицы на доли секунды, занявшая третье место в прошлом году Юдит Арндт (High Road) — ещё на четыре секунды, а занявшая второе место в прошлом году Трикси Воррак — 37-е, всего в двадцати секундах от лидера.
К сожалению, на гонке не было ожидаемой дуэли между чемпионкой мира в гонке преследования Ребеккой Ромеро (сборная Великобритании) и чемпионкой мира в индивидуальной гонке Ханкой Купфернагель, так как ни одна из гонщиц не участвовала в гонке в этом году.
| \| Результаты этапа \| Результаты этапа \| Результаты этапа \| Результаты этапа \| Результаты этапа \| \| Гонщик \| Гонщик \| Команда \| Время \| \| \| ---------------- \| ------------------- \| ----------------------------------- \| ---------------- \| ---------------- \| \| 1-й \| Кати Мактье \| Австралия \| 5' 02 \| \| \| 2-й \| Эллен Ван Дейк \| Нидерланды \| + 1 \| \| \| 3-й \| Элисон Пауэрз \| США \| + 2 \| \| \| 4-й \| Сюзанн Юнгског \| Menikini-Selle Italia-Masters Color \| + 2 \| \| \| 5-й \| Мирьям Мельхерс \| Нидерланды \| + 3 \| \| \| 6-й \| Ина-Йоко Тойтенберг \| High Road Women \| + 3 \| \| \| 7-й \| Эмбер Небен \| США \| + 3 \| \| \| 8-й \| Алексис Роудс \| High Road Women \| + 5 \| \| \| 9-й \| Кристин Торберн \| Webcor Builders \| + 7 \| \| \| 10-й \| Диана Жилюте \| Литва \| + 7 \| \| |                     |                                     |       |
| |                     |                                     |       |
| |                     |                                     |       |
| Результаты этапа |                     |                                     |       |
| Гонщик | Гонщик              | Команда                             | Время |
| 1-й | Кати Мактье         | Австралия                           | 5' 02 |
| 2-й | Эллен Ван Дейк      | Нидерланды                          | + 1   |
| 3-й | Элисон Пауэрз       | США                                 | + 2   |
| 4-й | Сюзанн Юнгског      | Menikini-Selle Italia-Masters Color | + 2   |
| 5-й | Мирьям Мельхерс     | Нидерланды                          | + 3   |
| 6-й | Ина-Йоко Тойтенберг | High Road Women                     | + 3   |
| 7-й | Эмбер Небен         | США                                 | + 3   |
| 8-й | Алексис Роудс       | High Road Women                     | + 5   |
| 9-й | Кристин Торберн     | Webcor Builders                     | + 7   |
| 10-й | Диана Жилюте        | Литва                               | + 7   |

| \| Генеральная классификация \| Генеральная классификация \| Генеральная классификация \| Генеральная классификация \| Генеральная классификация \| \| Гонщик \| Гонщик \| Команда \| Время \| \| \| ------------------------- \| ------------------------- \| ----------------------------------- \| ------------------------- \| ------------------------- \| \| 1-й \| Кати Мактье \| Австралия \| 5' 02 \| \| \| 2-й \| Эллен Ван Дейк \| Нидерланды \| + 1 \| \| \| 3-й \| Элисон Пауэрз \| США \| + 2 \| \| \| 4-й \| Сюзанн Юнгског \| Menikini-Selle Italia-Masters Color \| + 2 \| \| \| 5-й \| Мирьям Мельхерс \| Нидерланды \| + 3 \| \| \| 6-й \| Ина-Йоко Тойтенберг \| High Road Women \| + 3 \| \| \| 7-й \| Эмбер Небен \| США \| + 3 \| \| \| 8-й \| Алексис Роудс \| High Road Women \| + 5 \| \| \| 9-й \| Кристин Торберн \| Webcor Builders \| + 7 \| \| \| 10-й \| Диана Жилюте \| Литва \| + 7 \| \| |                     |                                     |       |
| |                     |                                     |       |
| |                     |                                     |       |
| Генеральная классификация |                     |                                     |       |
| Гонщик | Гонщик              | Команда                             | Время |
| 1-й | Кати Мактье         | Австралия                           | 5' 02 |
| 2-й | Эллен Ван Дейк      | Нидерланды                          | + 1   |
| 3-й | Элисон Пауэрз       | США                                 | + 2   |
| 4-й | Сюзанн Юнгског      | Menikini-Selle Italia-Masters Color | + 2   |
| 5-й | Мирьям Мельхерс     | Нидерланды                          | + 3   |
| 6-й | Ина-Йоко Тойтенберг | High Road Women                     | + 3   |
| 7-й | Эмбер Небен         | США                                 | + 3   |
| 8-й | Алексис Роудс       | High Road Women                     | + 5   |
| 9-й | Кристин Торберн     | Webcor Builders                     | + 7   |
| 10-й | Диана Жилюте        | Литва                               | + 7   |

### Этап 1
| Рьё-Минервуа - Рьё-Минервуа |  | (107 км) |

106 гонщиков из 18 команд вышли на старт под слегка пасмурным небом в деревне Рьё-Минервуа. Ветер, который так доминировал во вчерашнем прологе, значительно ослаб.
В первом спринте дня в Лор-Минервуа всего через шесть километров Сигрид Корнео (Menikini-Selle-Italia), Моника Холлер (Bigla) и Агне Багдонавичюте (сборная Литвы) вырвались вперёд. Хелен Уайман (Team Swift), осознав потенциал этого движения, покинула пелотон, чтобы присоединиться к ним. Четвёрка отлично сработалась, создав отрыв более четырёх минут к тому моменту, когда они достигли основания главного препятствия дня: подъёма высшей категории Col de la Croix de Sous. По мере подъёма отрыв четырёх гонщиц неуклонно сокращался, поскольку пелотон постепенно наращивал скорость, и примерно за шесть километров до вершины побег был окончен, поскольку их настигли. Когда пелотон собрался вместе, фавориты начали отправлять вперёд своих товарищей по команде, чтобы увеличить темп, и примерно за 2 км до вершины Сюзанн Юнгског (Menikini-Selle Italia) атаковала, и группа начала разделяться на части.
Перед основным пелотоном образовались две группы. В переднюю вошли Юнгског, Трикси Воррак (Equipe Nürnberger Versicherung), Юдит Арндт (High Road) и Шэрон Лоус (сборная Великобритании). За ними расположилась ещё одна небольшая группа, в которую вошли Амбер Небен (сборная США), Кристин Торберн (Webcor Builders), подруга Лоус по команде, Николь Кук, подруга Воррак по команде, Клаудия Хойслер, подруга Арндт по команде, Луиза Келлер и Карла Райан (сборная Австралии). Поскольку у большинства участников следующей группы тоже были товарищи по команде, большую часть работы выполняли Торберн, Небен и Райан. Однако им не удавалось добиться значительного прогресса в возвращении лидирующего квартета, который в основном возглавляла Воррак.
На последних пяти километрах Лоус прекратила работу, а Кук оторвалась от преследующей группы и за два километра до финиша смогла самостоятельно переместиться к лидерам. Когда они приблизились к финишу, Лоус начала опережать Кук, и валлийка выиграла спринт у Воррак, Юнгског и Арндт. Лоус заняла пятое место. Хойслер оторвалась от преследователей в Келлере, а Райан опередила двух американцев — Торберн и Небен. Поскольку победительница пролога Кэти Мактир (сборная Австралии) и занявшая второе место Эллен Ван Дейк (сборная Нидерландов) так и не появились, Юнгског получила жёлтую майку лидера.
Николь Кук (сборная Великобритании) одержала свою первую победу в 2008 году в великолепном стиле, выиграв спринт у группы из пяти человек на небольшом спуске в Рьё-Минервуа. Всего за пять километров до финиша британская чемпионка оказалась в группе, отстающей на 30 секунд от лидирующей четвёрки, состоящей из тройки лидеров 2007 года: Сюзанн Юнгског (Menikini-Selle Italia), Трикси Воррак (Equipe Nürnberger Versicherung) и Юдит Арндт (High Road), а также подруга Кук по сборной Великобритании, Шэрон Лоус. Атака второй группы привела к тому, что менее чем за два километра до финиша Кук догнала лидеров, и Лоус успешно вывела своего капитана в спринт. «Это была командная работа! Очень хорошо!» — воскликнула восторженная Кук в интервью Cyclingnews. «Вы видели, как я это сделала: мост из связки… Думаю, это было тридцать секунд или что-то около того, и я преодолела их. Мы сказали Шэрон [Лоус] прекратить работу, и я думаю, это немного помешало лидерам, а Шэрон все равно смогла вырваться вперёд. Всё, что мне оставалось делать, — это думать о спринте», — добавила она. Отвечая на вопрос о том, означает ли эта победа, что она начинает набирать форму, Кук была гораздо более осмотрительна. «Это победа», — откровенно ответила она. «Вы ведь никогда не выбиваете победу, не так ли?» — добавила она со смехом. Что касается её атаки на заключительных этапах, то Кук рассказала, что не собиралась идти в одиночку, а просто начала добавлять свои усилия в погоню: «Я не собиралась атаковать маленький отрыв, я подумала: „Хорошо, я помогу вам, ребята“. Я вырвалась вперед и такая: „Я одна!“. Я пошла вперёд, потому что мы сказали Шэрон прекратить работу, и я просто оставила их. Потом я пересекла мост, а Шэрон вывела группу вперёд».
Занявшая второе место Трикси Воррак была довольна тем, как сложился этап: «Это было довольно сложно», — сказала она в интервью Cyclingnews по пути на подиум. «Я хотела, чтобы группа держалась подальше, потому что иначе вся работа будет напрасной, тогда мы сможем медленно подниматься в гору, а потом оставаться в группе и не ехать быстро! Я была удивлена, что она вернулась», — сказала Воррак о том, как Кук преодолела мост. «Она быстрая, так что это нормально, что она выиграла спринт, но меня удивило, что она вернулась, а потом выиграла спринт. Но она сильна», — добавила она.
Занявшая четвёртое место Юдит Арндт также философски отнеслась к своей гонке: «На самом деле всё хорошо, — сказала она, — кроме финиша. Спринт был слишком быстрым для меня», — продолжила она. «Думаю, сегодня мне понадобилась бы 11-я передача, потому что это был небольшой спуск, а в спринте я обычно использую большую передачу, так что это было не очень хорошо для меня». Темп первой группы был высоким, но Арндт показала, что это не связано с равным распределением работы. «На самом деле, — сказала она, — в основном работала Трикси Воррак, а остальные трое — иногда мы, но большую часть работы делала Трикси. Внезапно появилась Кук, а затем внезапно наступил финиш. Было удивительно, что она пришла и ещё и выиграла. Похоже, мы были недостаточно хороши для неё», — добавила она со смехом.
Заняв третье место на этапе, Сюзанн Юнгског забрала жёлтую майку лидера, которую она защищала с прошлогодней гонки. Это была продуманная тактика двукратной чемпионки мира из Швеции. «Этот этап был очень трудным, — сказала Юнгског, — и я думала, что у меня есть хороший шанс взять эту майку. И я сделала это, и я очень счастлива, хорошая работа!». Ранее на этапе отрыв Сигрид Корнео (Menikini-Selle-Italia), Моники Холлер (Bigla), Агне Багдонавичюте (Литва) и Хелен Уайман (Team Swift) составил более четырёх минут. Однако главный подъём дня свёл на нет все их усилия, и они были настигнуты задолго до вершины. Атака Юнгског привела к тому, что передняя часть гонки разделилась, и две группы сформировались впереди основного пелотона.
Монике Холлер не удалось оторваться от основного пелотона, и она финишировала с некоторым отставанием от победительницы, но утешала себя тем, что её главная цель на гонку в этом году — красная спринтерская майка. «Конечно, мы видели, что позади есть отрыв, и думали, что продолжим и, возможно, получим достаточно большой отрыв перед горой и останемся в первой группе, — сказала молодая шведка в интервью Cyclingnews. К сожалению, они нас догнали, и мы все немного устали!. Я спринтер в команде. Я не могу атаковать в горах, поэтому я пытаюсь бороться за спринтерскую майку».
Чемпионка Великобритании по велокроссу, Хелен Уайман, также входившая в отрыв, была довольна своими усилиями в этот день, но при этом реалистично оценивала шансы на то, что после начала подъёма они оторвутся. «На подъёме мы теряли по 20 секунд на километр!» — смеётся она. «Но вы же видели отрыв, только один из них был горовосходителем, кроме меня… Ну, атака пошла, а в этой [гонке] иногда отпускают вещи», продолжила она, «и я подумала, что если я смогу перебраться к нему, то десять секунд и я на нём, а когда мы набрали четыре с половиной минуты, я подумала, что это может остаться… но это не совсем получилось, но все равно было весело!».
Теперь Юнгског будет в жёлтой майке на командной гонке второго этапа, где её команда Menikini-Selle Italia будет испытывать давление со стороны таких команд, как High Road, которая выиграла её в прошлом году под своим прошлым названием T-Mobile, и Equipe Nürnberger Versicherung.
| \| Результаты этапа \| Результаты этапа \| Результаты этапа \| Результаты этапа \| Результаты этапа \| \| Гонщик \| Гонщик \| Команда \| Время \| \| \| ---------------- \| ---------------- \| ----------------------------------- \| ---------------- \| ---------------- \| \| 1-й \| Николь Кук \| Великобритания \| 3ч 15' 04 \| \| \| 2-й \| Трикси Воррак \| Equipe Nürnberger Versicherung \| + 0 \| \| \| 3-й \| Сюзанн Юнгског \| Menikini-Selle Italia-Masters Color \| + 0 \| \| \| 4-й \| Юдит Арндт \| High Road Women \| + 0 \| \| \| 5-й \| Шэрон Лоус \| Великобритания \| + 1 \| \| \| 6-й \| Клаудия Хойслер \| Equipe Nürnberger Versicherung \| + 39 \| \| \| 7-й \| Луиза Келлер \| High Road Women \| + 39 \| \| \| 8-й \| Карла Райан \| Австралия \| + 39 \| \| \| 9-й \| Кристин Торберн \| Webcor Builders \| + 43 \| \| \| 10-й \| Эмбер Небен \| США \| + 43 \| \| |                 |                                     |           |
| |                 |                                     |           |
| |                 |                                     |           |
| Результаты этапа |                 |                                     |           |
| Гонщик | Гонщик          | Команда                             | Время     |
| 1-й | Николь Кук      | Великобритания                      | 3ч 15' 04 |
| 2-й | Трикси Воррак   | Equipe Nürnberger Versicherung      | + 0       |
| 3-й | Сюзанн Юнгског  | Menikini-Selle Italia-Masters Color | + 0       |
| 4-й | Юдит Арндт      | High Road Women                     | + 0       |
| 5-й | Шэрон Лоус      | Великобритания                      | + 1       |
| 6-й | Клаудия Хойслер | Equipe Nürnberger Versicherung      | + 39      |
| 7-й | Луиза Келлер    | High Road Women                     | + 39      |
| 8-й | Карла Райан     | Австралия                           | + 39      |
| 9-й | Кристин Торберн | Webcor Builders                     | + 43      |
| 10-й | Эмбер Небен     | США                                 | + 43      |

| \| Генеральная классификация \| Генеральная классификация \| Генеральная классификация \| Генеральная классификация \| Генеральная классификация \| \| Гонщик \| Гонщик \| Команда \| Время \| \| \| ------------------------- \| ------------------------- \| ----------------------------------- \| ------------------------- \| ------------------------- \| \| 1-й \| Сюзанн Юнгског \| Menikini-Selle Italia-Masters Color \| 3ч 20' 04 \| \| \| 2-й \| Николь Кук \| Великобритания \| + 2 \| \| \| 3-й \| Юдит Арндт \| High Road Women \| + 6 \| \| \| 4-й \| Трикси Воррак \| Equipe Nürnberger Versicherung \| + 16 \| \| \| 5-й \| Шэрон Лоус \| Великобритания \| + 17 \| \| \| 6-й \| Эмбер Небен \| США \| + 48 \| \| \| 7-й \| Кристин Торберн \| Webcor Builders \| + 52 \| \| \| 8-й \| Клаудия Хойслер \| Equipe Nürnberger Versicherung \| + 1' 00 \| \| \| 9-й \| Луиза Келлер \| High Road Women \| + 1' 03 \| \| \| 10-й \| Карла Райан \| Австралия \| + 1' 11 \| \| |                 |                                     |           |
| |                 |                                     |           |
| |                 |                                     |           |
| Генеральная классификация |                 |                                     |           |
| Гонщик | Гонщик          | Команда                             | Время     |
| 1-й | Сюзанн Юнгског  | Menikini-Selle Italia-Masters Color | 3ч 20' 04 |
| 2-й | Николь Кук      | Великобритания                      | + 2       |
| 3-й | Юдит Арндт      | High Road Women                     | + 6       |
| 4-й | Трикси Воррак   | Equipe Nürnberger Versicherung      | + 16      |
| 5-й | Шэрон Лоус      | Великобритания                      | + 17      |
| 6-й | Эмбер Небен     | США                                 | + 48      |
| 7-й | Кристин Торберн | Webcor Builders                     | + 52      |
| 8-й | Клаудия Хойслер | Equipe Nürnberger Versicherung      | + 1' 00   |
| 9-й | Луиза Келлер    | High Road Women                     | + 1' 03   |
| 10-й | Карла Райан     | Австралия                           | + 1' 11   |

### Этап 2
| Пор-ла-Нувель - Пор-ла-Нувель | командная разделка | (37 км) |

Третьей на старт вышла сборная США, в том числе двукратная победительница Амбер Небен, показавшая время 36:45.59, что на две минуты оторвало её от предыдущего рекорда, установленного командой Fenixs. Долгое время казалось, что время США может удержаться, так как такие сильные команды, как Bigla, Menikini-Selle Italia и DSB Bank, были близки к этому, но никто больше не был способен преодолеть 37-минутный барьер. Наконец, сборная Нидерландов, возглавляемая партнёршей Небен по команде Flexpoint Мирьям Мельхерс-Ван Поппель и чемпионкой Нидерландов в индивидуальной гонке Эллен Ван Дийк стартовав одиннадцатой, показала время 35:44.89, отбив более минуты от времени американцев.
Поскольку команды стартовали с разницей в пять минут, сборной Нидерландов пришлось долго ждать, пока финишируют такие фавориты, как Webcor Builders и Equipe Nürnberger Versicherung, а также High Road. К сожалению, авария Ребекки Мач из Webcor Builders на первых километрах лишила их шансов, и они финишировали с отставанием более минуты. Equipe Nürnberger Versicherung упорно шла к финишу, но их усилий оказалось недостаточно: они финишировали за 35.52,82, отстав от сборной Нидерландов более чем на восемь секунд. Команда High Road пришла следующей, но, как и её немецкие соперники, их усилий оказалось недостаточно: они показали время 35:50.43, что на шесть секунд меньше, чем у Нидерландов. Последней стартовала и финишировала команда Великобритании, но её время 37:05.87 оказалось достаточным для пятого места, подтвердив победу сборной Нидерландов.
Несмотря на то, что Юдит Арндт (High Road) упустила победу на этапе, её преимущество в общем зачёте принесло ей жёлтую майку лидера, а её ближайшая соперница, Трикси Воррак (Nurnberger Versicherung), отставала всего на 12 секунд.
Сборная Нидерландов одержала победу в приморском городке Пор-ла-Нувель в условиях, похожих на их домашние. Стартовав одиннадцатыми из восемнадцати команд, в силу своего относительно низкого положения в командном зачёте нидерландские спортсменки установили время 35:44.89 на дистанции 27 км, отстав чуть более чем на минуту от предыдущего лучшего времени, установленного сборной Соединённых Штатов. Затем им пришлось понервничать, пока более фанатичные команды, такие как Equipe Nürnberger Versicherung и Team High Road, заканчивали свои заезды. В конце концов, ситуация вряд ли могла быть более напряжённой: Nürnberger Versicherung отстала от сборной Нидерландов всего на восемь секунд. High Road защищала свой титул, который команда выиграла в 2007 году в составе T-Mobile, но всё равно на шесть секунд отстала от сборной Нидерландов.
Для нидерландской чемпионки в индивидуальной гонке и чемпионки мира в скрэтче, Эллен Ван Дейк это была хорошая компенсация за то, что она отстала в пятничном прологе. «Немного [удивлена], — сказала она в интервью Cyclingnews о поражении нидерландцев от фаворитов High Road, — у нас хорошая команда, но я не знала, что мы сможем сделать против всех этих топ-команд. У нас есть четыре хорошие триалистки, и остальные девушки тоже были хороши». Сборная Нидерландов состояла из женщин, которые обычно выступали за разные команды, но это не стало проблемой, и им удалось сплотиться в единую команду. «Это немного другое, — продолжила она, — но когда у вас есть четыре хороших гонщицы, не так уж сложно хорошо ехать в команде, потому что каждый может хорошо ехать индивидуально. Мы проехали круг сегодня утром, и это было хорошо, так что мы хорошо освоились друг с другом».
Сильные ветра во время гонки напоминали те, с которыми нидерландские гонщики сталкивались у себя на родине, что, очевидно, не повредило шансам команды. «Да, это было здорово», — пошутила ван Дейк. «Говорят, что трасса была плоской, но мне она плоской не показалась! Да, ветер — это хорошо для нидерландцев, — рассмеялась она, — мы привыкли к ветру, и он был не очень сильный, так что это тоже хорошо для нас. Всего шесть секунд, но этого было достаточно!».
Мирьям Мельхерс-Ван Поппель — ведущая нидерландская гонщица в общем зачёте. Она тоже была немного удивлена победой над командой High Road, и после вчерашнего неудачного дня теперь с большим оптимизмом смотрела на предстоящие этапы Тура. «Перед стартом, — сказала она в интервью Cyclingnews, — я думаю, что High Road были одними из наших главных оппонентов, вместе с Нюрнбергером, но мы выиграли минуту у США, и я думаю, что это очень хорошо. До этого мы не представляли, как всё пройдет», — сказала она о смеси гонщиков из разных команд в составе сборной Нидерландов. «По отдельности мы неплохо выступаем в группе, но никогда не знаешь, как всё сложится вместе. Я была впечатлена, и я думаю, что все сделали свою работу. Вчера был определённо неудачный день, я не знаю, это был не мой день. Но впереди ещё неделя, а во вторник нас ждёт ещё один сложный этап в Пиренеях, так что я надеюсь отыграть время».
Второе место было меньше, чем ожидала команда High Road, но этого оказалось достаточно, чтобы капитан команды Юдит Арндт оказалась в жёлтой майке лидера. Несмотря на то, что она была разочарована тем, что упустила победу, она оставалась в своей обычной философской манере. «Это не так, как будто ты желаешь чего-то и это происходит, — сказала она, — есть и другие люди, и они могут крутить педали. Я думаю, мы отлично справились, заняв второе место. Я думаю, мы хорошо справились». Теперь, когда у неё была жёлтая майка, которую она удерживала до последних этапов прошлого года, Арндт постарается удержать её до конца и в этот раз: «Мы постараемся, — сказала она, — и я думаю, что все достаточно сильны и все преданы своему делу. Так что у меня хорошее предчувствие». Размышляя об одном из аспектов своего поражения, Арндт сожалела, что слава о получении жёлтой майки досталась ей, а не команде, которая помогла ей её получить. «Мне грустно, — объяснила она, — потому что когда ты выигрываешь командную гонку, то все могут попасть на подиум, и это хороший шанс для каждой девушки, чтобы попасть на подиум, но я думаю, что второе место было отличным». Партнерша Арндт по команде High Road, Линда Виллумсен так же философски отнеслась к поражению от сборной Нидерландов. «Я не разочарована, — сказала она в интервью Cyclingnews, — думаю, мы проделали хорошую работу и заняли второе место — у Нидерландов очень сильная команда, у них половина команды Flexpoint, и они очень сильны, так что это было хорошо». Для команды High Road, как для действующих чемпионов в командной гонке, было бы неплохо успешно защитить гонку. «С этой точки зрения это немного грустно, — сказала она, — но мы выступили хорошо, это было хорошо для нас, кто-то был лучше, так что мы должны принять это. Думаю, в этом году мы сохраним майку до конца», — добавила она с вызовом.
Капитан Equipe Nürnberger Versicherung Трикси Воррак была очень довольна третьим местом своей команды. «Было довольно тяжело и ветрено, но я думаю, что это было хорошо», — сказала она Cyclingnews во время разминки. «Это очень хорошо», — сказала она, говоря о небольшом отставании от High Road, главного соперника Nurnberger Versicherung. После участия накануне в победном отрыве Воррак теперь отставала от жёлтой майки Арндт всего на двенадцать секунд. «Время не имеет значения, мы сделали большой шаг по сравнению с прошлым годом, — продолжает она, — так что всё было очень близко. Впереди ещё долгий путь, — добавила она, говоря об общих амбициях команды. Думаю, мы увидим это в ближайшие дни. У нас есть три девушки для участия в общем зачёте, так что одна будет впереди!» — рассмеялась она.
Клаудия Хойслер — одна из тех трёх гонщиц, о которых говорила Воррак, на данном этапе являющаяся обладательницей розовой майки лучшей молодой гонщицы. «Конечно, я счастлива и, конечно, хочу сохранить майку. Я думаю, что важно стремиться к победе в генеральной классификации, — продолжила она, говоря о преодолении препятствий со стороны своей команды, — вместе с Трикси мы можем играть вместе и смотреть, что возможно, это важнее».
«Это сложно», — сказала двукратная победительница Амбер Небен о выступлении своей сборной США, — «потому что в командной гонке на время очень важно иметь общий язык, а с этой группой девушек — мы никогда не ездили вместе как группа — и никогда не делали этого, мы на самом деле проделали хорошую работу. Временами мы были немного утомлены, но в другие моменты мы тоже ехали, и все сделали всё отлично. Я очень горжусь ими, — добавила она, — они ехали упорно, они ехали от души». Что касается перспективы того, что Небен возьмёт третий титул победительницы Тур де л'Од, то она была настроена вызывающе и оптимистично. «Я никогда не сдаюсь», — рассмеялась она, — «Это не конец, пока не закончится!».
Карла Райан стала сюрпризом гонки, и результаты австралийской команды позволяли ей претендовать на высокое место в общем зачёте. В отличие от многих других национальных команд, она считала включение гонщиков из элитного пелотона положительным моментом для выступления Австралии. «Нам очень повезло, — объяснила она, — что в нашей команде выступают такие сильные девушки, как Кэти Мактье, которая выиграла пролог на днях, Ники Эгьед и Лорейн Грэм из Vrienden van het Platteland, так что нам очень повезло, что сегодня у нас собралась крепкая команда. Розовая майка [для лучшего молодого гонщика] была бы прекрасна, — продолжила она, — я не так уж и далеко [от Клаудии Хойслер (Nürnberger Versicherung)], как я уже говорила, просто нужно брать день за днем. Находясь на вершине генеральной классификации, просто постараюсь финишировать как можно лучше».
Несмотря на то, что ветреная погода на побережье создавала множество проблем с управлением велосипедом, за всю гонку произошла только одна авария: На первых километрах команда Webcor Builders столкнулась, что привело к падению Ребекки Мач. Она не пострадала, но это нарушило работу команды, и команда, которой очень нравилось соревноваться, выбыла из борьбы, отстав от победителей более чем на минуту. Непредсказуемость ветра также поставила команды перед выбором оборудования. Большинство команд выбрали передние колеса более мелкого сечения, чем обычно, чтобы избежать опасного и сильного встречного ветра, который мог вытолкнуть гонщиков за пределы трассы. Многие также решили отказаться от почти вездесущих задних дисков, включая всю команду Великобритании, за исключением капитана команды Николь Кук. Команда Swift, стартовавшая первой и после вчерашнего этапа не имеющая претендентов на победу в общем зачёте, предпочла остаться в безопасности, и все шесть гонщиков использовали свои обычные велосипеды. Неудивительно, что они заняли последнее место, отстав почти на пять минут. В связи с ограничениями, наложенными на количество потерь каждой командой, разрыв во времени в результате хронометража не привёл к потере времени в общем зачёте. Однако после вчерашнего этапа с отрывом и сильного выступления Team High Road и Equipe Nurnberger Versicherung Арндт и её подруга Луиза Келлер, а также Воррак и Хойслер занимали удобные позиции перед предстоящими сложными этапами гонки.
| \| Результаты этапа \| Результаты этапа \| Результаты этапа \| Результаты этапа \| Результаты этапа \| Результаты этапа \| \| Команда \| Команда \| Время \| Отставание \| Скорость \| \| \| ---------------- \| ----------------------------------- \| ---------------- \| ---------------- \| ---------------- \| ---------------- \| \| 1-й \| Нидерланды \| 35' 44 \| \| 62.13 км/ч \| \| \| 2-й \| High Road Women \| 35' 50 \| + 6 \| 61.95 км/ч \| \| \| 3-й \| Equipe Nürnberger Versicherung \| 35' 52 \| + 8 \| 61.90 км/ч \| \| \| 4-й \| США \| 36' 45 \| + 1' 01 \| 60.41 км/ч \| \| \| 5-й \| Великобритания \| 37' 05 \| + 1' 21 \| 59.87 км/ч \| \| \| 6-й \| Webcor Builders \| 37' 20 \| + 1' 36 \| 59.46 км/ч \| \| \| 7-й \| Menikini-Selle Italia-Masters Color \| 37' 25 \| + 1' 41 \| 59.33 км/ч \| \| \| 8-й \| Bigla \| 37' 26 \| + 1' 42 \| 59.31 км/ч \| \| \| 9-й \| DSB Bank \| 37' 32 \| + 1' 48 \| 59.15 км/ч \| \| \| 10-й \| Франция \| 37' 35 \| + 1' 51 \| 59.07 км/ч \| \| |                                     |        |            |            |
| |                                     |        |            |            |
| |                                     |        |            |            |
| Результаты этапа |                                     |        |            |            |
| Команда | Команда                             | Время  | Отставание | Скорость   |
| 1-й | Нидерланды                          | 35' 44 |            | 62.13 км/ч |
| 2-й | High Road Women                     | 35' 50 | + 6        | 61.95 км/ч |
| 3-й | Equipe Nürnberger Versicherung      | 35' 52 | + 8        | 61.90 км/ч |
| 4-й | США                                 | 36' 45 | + 1' 01    | 60.41 км/ч |
| 5-й | Великобритания                      | 37' 05 | + 1' 21    | 59.87 км/ч |
| 6-й | Webcor Builders                     | 37' 20 | + 1' 36    | 59.46 км/ч |
| 7-й | Menikini-Selle Italia-Masters Color | 37' 25 | + 1' 41    | 59.33 км/ч |
| 8-й | Bigla                               | 37' 26 | + 1' 42    | 59.31 км/ч |
| 9-й | DSB Bank                            | 37' 32 | + 1' 48    | 59.15 км/ч |
| 10-й | Франция                             | 37' 35 | + 1' 51    | 59.07 км/ч |

| \| Генеральная классификация \| Генеральная классификация \| Генеральная классификация \| Генеральная классификация \| Генеральная классификация \| \| Гонщик \| Гонщик \| Команда \| Время \| \| \| ------------------------- \| ------------------------- \| ----------------------------------- \| ------------------------- \| ------------------------- \| \| 1-й \| Юдит Арндт \| High Road Women \| 3ч 56' 00 \| \| \| 2-й \| Трикси Воррак \| Equipe Nürnberger Versicherung \| + 12 \| \| \| 3-й \| Николь Кук \| Великобритания \| + 40 \| \| \| 4-й \| Сюзанн Юнгског \| Menikini-Selle Italia-Masters Color \| + 53 \| \| \| 5-й \| Клаудия Хойслер \| Equipe Nürnberger Versicherung \| + 56 \| \| \| 6-й \| Луиза Келлер \| High Road Women \| + 57 \| \| \| 7-й \| Эмбер Небен \| США \| + 1' 16 \| \| \| 8-й \| Кристин Торберн \| Webcor Builders \| + 1' 40 \| \| \| 9-й \| Шэрон Лоус \| Великобритания \| + 2' 21 \| \| \| 10-й \| Карла Райан \| Австралия \| + 2' 34 \| \| |                 |                                     |           |
| |                 |                                     |           |
| |                 |                                     |           |
| Генеральная классификация |                 |                                     |           |
| Гонщик | Гонщик          | Команда                             | Время     |
| 1-й | Юдит Арндт      | High Road Women                     | 3ч 56' 00 |
| 2-й | Трикси Воррак   | Equipe Nürnberger Versicherung      | + 12      |
| 3-й | Николь Кук      | Великобритания                      | + 40      |
| 4-й | Сюзанн Юнгског  | Menikini-Selle Italia-Masters Color | + 53      |
| 5-й | Клаудия Хойслер | Equipe Nürnberger Versicherung      | + 56      |
| 6-й | Луиза Келлер    | High Road Women                     | + 57      |
| 7-й | Эмбер Небен     | США                                 | + 1' 16   |
| 8-й | Кристин Торберн | Webcor Builders                     | + 1' 40   |
| 9-й | Шэрон Лоус      | Великобритания                      | + 2' 21   |
| 10-й | Карла Райан     | Австралия                           | + 2' 34   |

### Этап 3
| Лезиньян-Корбьер - Лезиньян-Корбьер |  | (111 км) |

105 гонщиков из 18 команд вышли на старт в жаркий, солнечный, но ветреный день в Лезиньян-Корбьер. Единственным исключением стала люксембурженка Сюзи Годарт из Fenixs, которая не смогла закончить накануне командную гонку, сократив состав команды до трёх человек после двух этапов. С самого начала было очевидно, что ветер, который был важным фактором в командной гонке второго этапа, снова сыграет свою роль. По общему мнению, это должен был быть хороший этап для команды из Нидерландов.
Первая атака дня произошла уже на первых 5 км, когда чемпионка Казахстана Зульфия Забирова (Бигла) и бывшая чемпионка мира по велокроссу Марилин Сальвета (сборная Франции) попытались вырваться из быстро движущегося пелотона. Однако их попытка продлилась недолго, и они были настигнуты внимательной командой Menikini-Selle Italia. Следующую попытку предприняла Ники Эгьед (сборная Австралии) через 24 км, но скорость пелотона снова была такова, что команда DSB Bank смогла вернуть её назад без особых проблем.
На следующем километре попытала счастья фаворитка французской гонки Элоди Тюффе (Gauss RDZ Ormu), но ей не удалось оторваться больше чем на несколько секунд, прежде чем её снова затянуло внутрь. После 40 км Вики Уайтлоу (сборная Австралии) попыталась сделать то, что ранее не удалось её подруге по команде, Эгьед, но французская сборная вышла вперёд и вернула её в группу. Через 6 км Тюффе снова попытала счастья, но DSB Bank снова отбросили её назад.
Первый спринт на 58 км выиграла обладательница текущей спринтерской майки Моника Холлер (Bigla), опередив Тюффе и Уайтлоу. Партнёрша Тюффе по команде, Юлия Мартисова попыталась использовать это в своих интересах, но объединённая сила команд Bigla и сборной Великобритании не позволила ей добиться успеха. Через несколько километров Тюффе предприняла ещё одну попытку, но она снова оказалась безрезультатной.
Во втором спринте на 67 км Тюффе сделала ещё один рывок, за ней последовали Эмма Макки (Lotto-Belisol) и Брук Миллер (сборная США). На 72 км Адри Виссер (DSB Bank) удалось оторваться и создать отрыв до 7 секунд, но и она вскоре была настигнута быстро движущимся и внимательным пелотоном. Через несколько километров после этого в аварию в связке попали несколько гонщиц, в том числе Амбер Небен и Кэтрин Кэрролл (обе из сборной США), Шэрон Ван Эссен (DSB Bank) и Луиза Келлер (High Road). Всем удалось вернуться в строй, хотя Ван Эссен пришлось некоторое время преследовать пелотон в одиночку.
Вскоре после этого Тюффе снова попыталась уйти в отрыв, но это оказалось бесполезным. Когда её догнали, Ангела Бродтка (DSB Bank) предприняла ход, который, наконец, оказался успешным, и она быстро увеличила отрыв. К 83-му километру отрыв Бродтки быстро вырос до более чем минуты, но за 20 км до финиша совместное усилие быстрого пелотона и шквалистого ветра сократило его до чуть более 30 секунд. К финальному спринту за 21 км до финиша преимущество Бродки составляло всего 15 секунд, но благодаря хорошей блокировке со стороны её товарищей по команде Виссер стала третьей после Тюффе, и преимущество Бродтки снова увеличилось. За 15 км до финиша, когда отрыв Бродтки приблизился к полутора минутам, Забирова предприняла ещё одну атаку. Казашка быстро настигла всё ещё сильную немку, и несколько километров они работали вместе. Опасаясь превосходства в спринте гонщицы DSB Bank, Забирова предприняла несколько попыток обойти её, третья из них сработала, и она быстро оторвалась. Забирова продолжала наращивать свое преимущество над Бродткой и пелотоном и в конце концов пересекла линию финиша с преимуществом в 46 секунд. Бродтка осталась на втором месте, а пелотон возглавила быстро финишировавшая Диана Жилюте (сборная Литвы).
Юдит Арндт (High Road) и все остальные претенденты на победу в общем зачёте благополучно финишировали внутри пелотона, и немецкая экс-чемпионка мира сохранила за собой жёлтую майку лидера.
Чемпионка Казахстана по шоссейному велоспорту Зульфия Забирова (Bigla Cycling Team) выиграла третий этап Тур де л'Од после того, как в результате атаки на заключительном 15-километровом отрезке она подобралась к лидеру, Ангеле Бродтке (DSB Bank), и обошла её, чтобы выиграть в одиночку. Забирова использовала свой опыт и силу, чтобы сначала оторваться, а затем удержать быструю группу в очень ветреный день на юге Франции.
Бродтка успешно вырвалась вперёд примерно за 35 км до финиша, вскоре после того, как фаворит гонки, Амбер Небен (сборная США) и Луиза Келлер (High Road) попали в аварию. Немке удалось вырваться вперёд более чем на минуту, прежде чем группа сократила разрыв до 15 секунд. Благодаря её упорству и хорошей поддержке товарищей по команде разрыв снова увеличился до минуты примерно за 15 км до финиша, но она не могла сравниться с Забировой, которая настигла и обошла её на последних этапах маршрута.
Как и накануне в командной гонке, ветер оказался главным фактором на этапе, который зигзагами пересекал винодельческую сельскую местность. «Вчера был ветер, и я решила, что этот этап мне подходит, потому что я люблю ветер», — сказала на финише обрадованная Забирова корреспонденту Cyclingnews. «Я атаковала за 15 км до финиша, и мы с Бродткой ехали вместе, наверное, километров семь», — объяснила чемпионка Казахстана. «Но мой директор сказал мне по радио, что она сильнее меня в спринте, поэтому нужно остерегаться прийти к финишу вместе с ней, потому что она быстрее. Поэтому я дважды пыталась уйти от неё, и в третий раз мне это удалось».
Отбросить Бродтку ближе к финишу, возможно, было разумным шагом с точки зрения финиша спринта, но при таком сильном ветре многие гонщики предпочли бы компанию, чтобы разделить работу. Но только не Забирова: гонщица из Bigla предпочла ехать одна и была уверена, что сможет доехать до финиша. «Когда я была одна, я знала, что смогу победить, потому что мне нравится быть одной, — продолжила она, — с несколькими гонщиками это хорошо, но я люблю ездить одна. Это хорошая тренировка для индивидуальной гонки!» — добавила она с улыбкой.
За Забировой и Бродткой пелотон возглавила спринтерша Диана Жилюте (сборная Литвы), опередившая канадку Джину Грейн (Webcor Builders) и Сюзанну Де Гуде (Equipe Nürnberger Versicherung). Все фаворитки финишировали в основной группе, поэтому общий зачёт остался неизменным: Юдит Арндт (High Road) опережала Трикси Воррак (Equipe Nürnberger Versicherung) на 12 секунд, а Николь Кук (сборная Великобритании) — на 40.
«Да, это была [очень напряженная гонка] из-за ветра, — сказала Арндт в интервью Cyclingnews после этапа». Ещё большим стрессом для неё было беспокойство о состоянии подруги по команде, Келлер, которая должна была стать ценным помощником на следующем этапе, но днём она ударилась коленом. Команда High Road надеялась, что немецкая чемпионка не получила никаких повреждений.
| \| Результаты этапа \| Результаты этапа \| Результаты этапа \| Результаты этапа \| Результаты этапа \| \| Гонщик \| Гонщик \| Команда \| Время \| \| \| ---------------- \| ----------------- \| ------------------------------ \| ---------------- \| ---------------- \| \| 1-й \| Зульфия Забирова \| Bigla \| 2ч 52' 54 \| \| \| 2-й \| Ангела Хенниг \| DSB Bank \| + 46 \| \| \| 3-й \| Диана Жилюте \| Литва \| + 1' 01 \| \| \| 4-й \| Джина Гран \| Webcor Builders \| + 1' 01 \| \| \| 5-й \| Сюзанна де Гуде \| Equipe Nürnberger Versicherung \| + 1' 01 \| \| \| 6-й \| Юлия Мартисова \| Gauss RDZ Ormu \| + 1' 01 \| \| \| 7-й \| Шарлотта Беккер \| Equipe Nürnberger Versicherung \| + 1' 01 \| \| \| 8-й \| Таня Бельведерези \| Gauss RDZ Ormu \| + 1' 01 \| \| \| 9-й \| Брук Миллер \| США \| + 1' 01 \| \| \| 10-й \| Магали Ле Флок \| Франция \| + 1' 01 \| \| |                   |                                |           |
| |                   |                                |           |
| |                   |                                |           |
| Результаты этапа |                   |                                |           |
| Гонщик | Гонщик            | Команда                        | Время     |
| 1-й | Зульфия Забирова  | Bigla                          | 2ч 52' 54 |
| 2-й | Ангела Хенниг     | DSB Bank                       | + 46      |
| 3-й | Диана Жилюте      | Литва                          | + 1' 01   |
| 4-й | Джина Гран        | Webcor Builders                | + 1' 01   |
| 5-й | Сюзанна де Гуде   | Equipe Nürnberger Versicherung | + 1' 01   |
| 6-й | Юлия Мартисова    | Gauss RDZ Ormu                 | + 1' 01   |
| 7-й | Шарлотта Беккер   | Equipe Nürnberger Versicherung | + 1' 01   |
| 8-й | Таня Бельведерези | Gauss RDZ Ormu                 | + 1' 01   |
| 9-й | Брук Миллер       | США                            | + 1' 01   |
| 10-й | Магали Ле Флок    | Франция                        | + 1' 01   |

| \| Генеральная классификация \| Генеральная классификация \| Генеральная классификация \| Генеральная классификация \| Генеральная классификация \| \| Гонщик \| Гонщик \| Команда \| Время \| \| \| ------------------------- \| ------------------------- \| ----------------------------------- \| ------------------------- \| ------------------------- \| \| 1-й \| Юдит Арндт \| High Road Women \| 6ч 49' 55 \| \| \| 2-й \| Трикси Воррак \| Equipe Nürnberger Versicherung \| + 12 \| \| \| 3-й \| Николь Кук \| Великобритания \| + 40 \| \| \| 4-й \| Сюзанн Юнгског \| Menikini-Selle Italia-Masters Color \| + 53 \| \| \| 5-й \| Клаудия Хойслер \| Equipe Nürnberger Versicherung \| + 56 \| \| \| 6-й \| Луиза Келлер \| High Road Women \| + 57 \| \| \| 7-й \| Эмбер Небен \| США \| + 1' 16 \| \| \| 8-й \| Кристин Торберн \| Webcor Builders \| + 1' 40 \| \| \| 9-й \| Шэрон Лоус \| Великобритания \| + 2' 21 \| \| \| 10-й \| Карла Райан \| Австралия \| + 2' 34 \| \| |                 |                                     |           |
| |                 |                                     |           |
| |                 |                                     |           |
| Генеральная классификация |                 |                                     |           |
| Гонщик | Гонщик          | Команда                             | Время     |
| 1-й | Юдит Арндт      | High Road Women                     | 6ч 49' 55 |
| 2-й | Трикси Воррак   | Equipe Nürnberger Versicherung      | + 12      |
| 3-й | Николь Кук      | Великобритания                      | + 40      |
| 4-й | Сюзанн Юнгског  | Menikini-Selle Italia-Masters Color | + 53      |
| 5-й | Клаудия Хойслер | Equipe Nürnberger Versicherung      | + 56      |
| 6-й | Луиза Келлер    | High Road Women                     | + 57      |
| 7-й | Эмбер Небен     | США                                 | + 1' 16   |
| 8-й | Кристин Торберн | Webcor Builders                     | + 1' 40   |
| 9-й | Шэрон Лоус      | Великобритания                      | + 2' 21   |
| 10-й | Карла Райан     | Австралия                           | + 2' 34   |

### Этап 4
| Оссейя - Оссейя |  | (101 км) |

Четвёртый этап в Оссейе стал первым из двух, которые прошли за пределами департамента Од, гонка переместилась в Восточные Пиренеи, недалеко от границы с Испанией. Здесь определялся лидер горной классификации Тур де л’Од этого года, а маршрут включал в себя два подъёма высшей категории и один подъём первой категории протяжённостью 101 км.
Сто пять гонщиков из 18 команд вышли на старт в пиренейской деревне Осcейя, всего в нескольких километрах от испанской границы. Первые километры в основном шли под уклон, и команды, идущие впереди, задавали бешеный темп. Несмотря на это, аварий было очень мало, самые заметные из них привели к сходу нескольких гонщиков, включая Диану Жилюте и Расу Поликевичюте (обе из сборной Литвы).
До официального начала первого подъёма на Коль-дю-Кальвер оставалось 20 км, и как Menikini-Selle Italia, так и Equipe Nürnberger Versicherung начали наращивать темп, в первую очередь это сделали Натали Бейтс и Ева Лутц. В результате этого давления с дистанции сошло значительное количество гонщиков, самой перспективной из которых была французская фаворитка Элоди Тюффе (Gauss RDZ Ormu).
Недалеко от вершины первого подъёма группа гонщиц оторвалась от остальных. В ней было трио из Великобритании — Николь Кук, Шэрон Лоус и Эмма Пули, а также Линда Виллумсен из High Road. Группа так и не смогла добиться заметного отрыва и вскоре их догнали. В результате атаки олимпийской чемпионки Сары Кэрриган (Lotto-Belisol) ей удалось вырваться вперёд, и она начала увеличивать свой отрыв. На техничном спуске основная группа фаворитов собралась вместе, за исключением Кэрриган, которая продолжила путь в одиночку.
Когда приблизилась вершина второго подъёма первой категории, Col de la Llose, Сюзанн Юнгског (Menikini-Selle Italia) атаковала и покинула группу в погоне за одинокой Кэрриган. Никто из основной группы не откликнулся, несмотря на то, что у всех фаворитов было по крайней мере по одному партнёру по команде. Юнгског продолжала наращивать своё преимущество и настигла одинокую Кэрриган, которая к этому времени оторвалась от остальных более чем на минуту. Кэрриган и Юнгског были впереди, а в основной группе преследователей были: Трикси Воррак и Клаудия Хойслер (обе из Equipe Nürnberger Versicherung), Юдит Арндт и Линда Виллумсен (обе из High Road), Вирджиния Хенниг (сборная Германии), Тина Либиг (DSB Bank), Мирьям Мельхерс-Ван Поппель (сборная Нидерландов), Ноэми Кантеле (Bigla), Элисон Пауэрс и Амбер Небен (обе из сборной США), Эмма Юханссон и Ирэн ван Ден Брук (обе из AA Drink), Лориан Грэм, Никки Эгьед и Карла Райан (все из сборной Австралии), Юлия Мартисова (Gauss RDZ Ormu), Николь Кук, Шэрон Лоус и Эмма Пули (все из сборной Великобритании), Кристин Торберн, Эрин Уиллок и Александра Врублески (все из Webcor Builders), Марилин Сальвета (сборная Франции), Лизелот Декруа и Софи Гор (Lotto Belisol) и Татьяна Антошина (Fenixs).
На склонах последнего безкатегорийного подъёма Col de Creu Юнгског настигла Кэрриган, и они недолго ехали вместе, после чего шведская двукратная чемпионка мира продолжила путь в одиночку. Больше не лидируя, Кэрриган вернулась в основную группу. В группе позади работа таких гонщиц, как Трикси Воррак, и атаки Шэрон Лоус не произвели никакого впечатления на летящую Юнгског, и её преимущество неуклонно росло и превысило три минуты к вершине подъёма. На заключительной части этапа, включающей в себя длинный подъём и длинный спуск обратно в долину и Оссейю, преследователи перестали прилагать усилия, и Юнгског продолжила гонку в одиночку, немного увеличив своё преимущество. На последних километрах, особенно на последнем спуске к финишу, группа начала атаковать друг друга, и Элисон Пауэрс удалось оторваться. На этом этапе Юнгског была неприкасаема и финишировала с отрывом более двух минут. За Пауэрс последовали Эмма Юханссон, Ники Эгьед и Шэрон Лоус. Остальные фавориты шли по одному и по двое.
Благодаря этой победе Юнгског отобрала жёлтую майку лидера генеральной классификации у Арндт, которая финишировала вместе с остальными фаворитами, и теперь имела уверенное преимущество перед второй половиной гонки.
Бывшая двукратная чемпионка мира Сюзанн Юнгског (Menikini-Selle Italia) нанесла огромный удар по своим соперницам на четвёртом этапе Тура де Л'Од. Шведка провела разрушительную атаку, и за ней никто не смог угнаться на втором из трёх больших подъёмов, догнала одинокого лидера Сару Кэрриган (Lotto Belisol) и продолжила путь в одиночку, опередив остальных претендентов на победу в генеральной классификации более чем на три минуты.
Ранее на этапе сильная работа Трикси Воррак (Nürnberger Versicherung) и Юнгског (Menikini-Selle Italia) сократила пелотон до основных участников, у большинства из которых было по крайней мере по одному товарищу по команде. Кэрриган оторвалась практически в первой за день согласованной атаке, но яростное ускорение Юнгског на подъёме первой категории Col de la Llose оказалось решающим. Практически без согласованной или организованной погони в группе позади неё, Юнгског унеслась вперед, оторвавшись от своих соперников на несколько минут. Она быстро отыграла отставание от лидера гонки, Юдит Арндт, а затем принялась наращивать свое преимущество в гонке. «Это был хороший день. Да, я должна это сказать!» — пошутила Юнгског в интервью Cyclingnews после своей победы. «Да, это был план, но ехать сегодня было очень тяжело».
Позади Юнгског находилась группа, в которую входило большинство фаворитов гонки, включая текущую тройку лидеров на этом этапе: Юдит Арндт, Трикси Воррак и Николь Кук, но ни одна из них, казалось, не хотела и не могла ответить на ускорение шведки. «Я немного удивлена, объяснила Юнгског, потому что, на мой взгляд, это была хорошая атака, но не супер-хорошая, это было немного странно, что они не смогли за мной последовать. Но, возможно, у меня был хороший день!». Вместе с победой на этапе Юнгског завоевала жёлтую майку и значительное преимущество, как по времени, так и психологически. Однако она нисколько не считала, что борьба за победу в общем зачёте закончена, ведь гонка была только на полпути. «Нет, я так не думаю. Всё ещё будет тяжело. Пять дней, и они будут атаковать как черти. Но, знаете, у меня хорошая команда, — продолжила она, — и я должна держать глаза открытыми и быть начеку».
После победы на этапе Кубка мира Тур Берна в начале месяца и сегодняшней разгромной победы Юнгског, похоже, набирала форму для достижения своей главной цели в этом сезоне. Любая победа на пути к этой цели могла быть только положительной для уверенности шведки. «Это не было моей целью, — объяснила она, — попытаться выиграть эту гонку, потому что я хочу стать победительницей Джиро [д’Италия]. Но если я выиграю эту гонку, это будет большим бонусом. Хорошо, что он у меня есть — если я выиграю, — потому что я чувствую себя более комфортно», — рассмеялась она.
Девятой позади Юнгског, среди главных претенденток, финишировала обладательница розовой майки молодой гонщицы: Клаудия Хойслер (Nürnberger Versicherung). Молодая немка объяснила Cyclingnews, что, по её мнению, пошло не так на этапе и каков тактический план её команды: «Думаю, сегодня мы не очень довольны тем, что произошло», — сказала Хойслер. «Наш план не сработал, поэтому мы должны посмотреть на следующие дни». Несмотря на то, что команда Nürnberger Versicherung не добилась успеха, Хойслер также обратила внимание на команды, которые также присутствовали в основной группе. Такие команды, как High Road, сборная Австралии и сборная Великобритании, были там в большом количестве, и все их планы по борьбе с Юнгског оказались безуспешными. Однако Nürnberger Versicherung оставалась очень сильной командой, и, несмотря на то, что впереди было ещё несколько сложных этапов, обладатель розовой майки не теряла оптимизма. «Дело не только в нас — впереди есть и другие со своей тактикой, но она сработала не так, как мы хотели, но в следующие дни всё должно быть лучше».
Одной из австралиек в основной группе претендентов была молодая гонщица Карла Райан, но, будучи относительным новичком в гонках такого уровня, она была рада просто остаться с фаворитами. «Сегодня было здорово преодолеть несколько холмов и влиться в групповую гонку после выходных и первых этапов, — сказала она в интервью Cyclingnews, — но сегодня я страдала! Сегодня нужно было просто держаться и пробиться в первую группу, и мне это удалось, так что я с нетерпением жду, когда смогу лучше держаться на ногах по ходу Тура». Несмотря на то, что Райан сильно страдала, оставаясь с лидерами на самых больших подъёмах Тура, она попыталась оторваться на заключительных этапах. «Я попыталась немного оторваться в конце, — продолжила она, — но, думаю, мне потребовалось около 80 километров, чтобы хоть немного прийти в себя сегодня — после того, как все подъёмы были пройдены, к сожалению!». Финишировав на самом сложном этапе Тура, Райан сохраняла высокую позицию в генеральной классификации и оставалась позади Хойслер в борьбе за розовую майку молодёжной классификации. «Иногда нужно бороться, — сказала Райан, — я бы не хотела сдаваться и довольствоваться второй группой. Нужно просто бороться, и если вы хотите продолжать становиться лучше и прогрессировать, то я ещё только начинаю, так что мне просто нужно бороться и надеяться, что когда-нибудь я добьюсь успеха!».
| \| Результаты этапа \| Результаты этапа \| Результаты этапа \| Результаты этапа \| Результаты этапа \| \| Гонщик \| Гонщик \| Команда \| Время \| \| \| ---------------- \| ---------------- \| ----------------------------------- \| ---------------- \| ---------------- \| \| 1-й \| Сюзанн Юнгског \| Menikini-Selle Italia-Masters Color \| 2ч 52' 21 \| \| \| 2-й \| Элисон Пауэрз \| США \| + 2' 53 \| \| \| 3-й \| Эмма Юханссон \| AA Drink-Cycling Team \| + 3' 04 \| \| \| 4-й \| Никки Баттерфилд \| Австралия \| + 3' 06 \| \| \| 5-й \| Шэрон Лоус \| Великобритания \| + 3' 12 \| \| \| 6-й \| Марилин Сальвета \| Франция \| + 3' 12 \| \| \| 7-й \| Эрин Уиллок \| Webcor Builders \| + 3' 15 \| \| \| 8-й \| Линда Виллумсен \| High Road Women \| + 3' 48 \| \| \| 9-й \| Клаудия Хойслер \| Equipe Nürnberger Versicherung \| + 4' 16 \| \| \| 10-й \| Николь Кук \| Великобритания \| + 4' 18 \| \| |                  |                                     |           |
| |                  |                                     |           |
| |                  |                                     |           |
| Результаты этапа |                  |                                     |           |
| Гонщик | Гонщик           | Команда                             | Время     |
| 1-й | Сюзанн Юнгског   | Menikini-Selle Italia-Masters Color | 2ч 52' 21 |
| 2-й | Элисон Пауэрз    | США                                 | + 2' 53   |
| 3-й | Эмма Юханссон    | AA Drink-Cycling Team               | + 3' 04   |
| 4-й | Никки Баттерфилд | Австралия                           | + 3' 06   |
| 5-й | Шэрон Лоус       | Великобритания                      | + 3' 12   |
| 6-й | Марилин Сальвета | Франция                             | + 3' 12   |
| 7-й | Эрин Уиллок      | Webcor Builders                     | + 3' 15   |
| 8-й | Линда Виллумсен  | High Road Women                     | + 3' 48   |
| 9-й | Клаудия Хойслер  | Equipe Nürnberger Versicherung      | + 4' 16   |
| 10-й | Николь Кук       | Великобритания                      | + 4' 18   |

| \| Генеральная классификация \| Генеральная классификация \| Генеральная классификация \| Генеральная классификация \| Генеральная классификация \| \| Гонщик \| Гонщик \| Команда \| Время \| \| \| ------------------------- \| ------------------------- \| ----------------------------------- \| ------------------------- \| ------------------------- \| \| 1-й \| Сюзанн Юнгског \| Menikini-Selle Italia-Masters Color \| 9ч 42' 53 \| \| \| 2-й \| Юдит Арндт \| High Road Women \| + 3' 39 \| \| \| 3-й \| Трикси Воррак \| Equipe Nürnberger Versicherung \| + 3' 55 \| \| \| 4-й \| Николь Кук \| Великобритания \| + 4' 21 \| \| \| 5-й \| Клаудия Хойслер \| Equipe Nürnberger Versicherung \| + 4' 34 \| \| \| 6-й \| Шэрон Лоус \| Великобритания \| + 4' 56 \| \| \| 7-й \| Эмбер Небен \| США \| + 4' 59 \| \| \| 8-й \| Кристин Торберн \| Webcor Builders \| + 5' 46 \| \| \| 9-й \| Линда Виллумсен \| High Road Women \| + 5' 58 \| \| \| 10-й \| Мирьям Мельхерс \| Нидерланды \| + 6' 17 \| \| |                 |                                     |           |
| |                 |                                     |           |
| |                 |                                     |           |
| Генеральная классификация |                 |                                     |           |
| Гонщик | Гонщик          | Команда                             | Время     |
| 1-й | Сюзанн Юнгског  | Menikini-Selle Italia-Masters Color | 9ч 42' 53 |
| 2-й | Юдит Арндт      | High Road Women                     | + 3' 39   |
| 3-й | Трикси Воррак   | Equipe Nürnberger Versicherung      | + 3' 55   |
| 4-й | Николь Кук      | Великобритания                      | + 4' 21   |
| 5-й | Клаудия Хойслер | Equipe Nürnberger Versicherung      | + 4' 34   |
| 6-й | Шэрон Лоус      | Великобритания                      | + 4' 56   |
| 7-й | Эмбер Небен     | США                                 | + 4' 59   |
| 8-й | Кристин Торберн | Webcor Builders                     | + 5' 46   |
| 9-й | Линда Виллумсен | High Road Women                     | + 5' 58   |
| 10-й | Мирьям Мельхерс | Нидерланды                          | + 6' 17   |

### Этап 5
| Toulouges - Toulouges |  | (112 км) |

100 гонщиков из 18 команд вышли на старт в Тулуже к западу от Перпиньяна под почти безоблачным небом. Ветер, который сыграл огромную роль на предыдущих этапах, к счастью, практически исчез.
К сожалению, в составе гонщиков отсутствовали Брук Миллер из сборной США и Флоранс Жирарде из сборной Франции, которые не смогли закончить четвёртый сложный горный этап. Также не вышли на старт Андреа Граус (Bigla), Никки Эгьед (сборная Австралии) и Ребекка Мач (Webcor Builders).
На первых километрах пелотон держался вместе, но высокая средняя скорость вновь создала проблемы нескольким гонщикам на Коль-де-Ллоро — первом из подъёмов дня. В начале подъёма на Коль-дю-Фурту (второй подъём дня) небольшая авария привела к тому, что Шэрон Лоус (сборная Великобритании), пятая на вчерашнем этапе и шестая в общем зачёте, упала, сбив при этом подругу по команде, Джессику Аллен. Пелотон снова прошёл вершину подъёма вместе. Однако на техничном спуске последовал ряд атак со стороны многих претендентов на победу в общем зачёте, но все они были парированы.
На длинном извилистом спуске атака Шарлотты Беккер (Equipe Nürnberger Versicherung) и Ины-Йоко Тойтенберг (High Road), когда до финиша оставалось чуть больше 50 километров, окончательно сломила упругую массу, и две немецкие спринтерши вырвались вперёд. Вместе Беккер и Тойтенберг продолжали наращивать своё преимущество до максимальных 2’40, когда они преодолели третий и последний подъём дня — Коль-де-ла-Батай третьей категории. На преимущественно равнинном заключительном 30-километровом отрезке преимущество пары значительно сократилось, поскольку усилия, затраченные на то, чтобы быть впереди гонки, начали сказываться.
Примерно за 25 километров до финиша образовался небольшой отрыв, в который вошли Амбер Небен, Лоус и её подруга по сборной Великобритании, Николь Кук, идущая четвёртой. Однако вскоре его нейтрализовала обладательница жёлтой майки, Сюзанн Юнгског. Атаки в основной группе значительно сократили отрыв лидирующей пары, и за 10 километров до финиша он составлял около 30 секунд.
Предчувствуя возможный групповой спринт, команда DSB Bank двинулась вперёд, чтобы попытаться догнать беглецов. Организованная погоня сократила отрыв пары до шести секунд, когда они миновали флам руж и вошли в последний километр. За 700 метров до финиша преследование DSB было прервано, когда они пересекали железнодорожный мост, и немецкая пара впереди вырвалась вперед ещё на две секунды. Когда Беккер и Тойтенберг огибали последний поворот за 200 метров до финиша, их настигла группа, но это было бесполезно, и Тойтенберг одержала лёгкую победу в спринте над измученной Беккер. Моника Холлер (Bigla) возглавила пелотон, сразу же за парой — Ангела Бродтка (DSB Bank) и Эльке Гебхардт (сборная Германии). Все претенденты на победу в общем зачёте финишировали в основном пелотоне, поэтому изменений в верхней части генеральной классификации не произошло.
«Думаю, нам повезло, потому что DSB вроде как всех потеряла», — сказала после победы запыхавшаяся Тойтенберг в интервью Cyclingnews. «На трёх километрах нам пришлось подниматься по небольшому мосту, и я думаю, что они потеряли свой спринтерский поезд. За два километра до финиша они были почти рядом с нами, а потом вдруг остановились за километр до финиша. Мне пришлось тянуть последние два километра, — объяснила она, — поэтому я боялась, что Шарлотта [Беккер] меня обойдет, но она тоже очень устала». В итоге Беккер слишком устала, чтобы оказать сопротивление, и Тойтенберг выиграла спринт у своей соотечественницы практически без борьбы. «Мы атаковали сразу после второй вершины горы, на спуске», — продолжила она. «Атаки были постоянными, а потом наступило затишье, и мы вроде как получили отрыв. Это было идеально, правда. Мы сделали все, что могли, и, к счастью, просто [удержались] в конце». Во время отрыва преимущество пары ни разу не достигло непреодолимой величины, а при слаженной погоне со стороны организованной команды оно быстро сократилось до такой степени, что их наверняка должны были догнать. «Думаю, [разрыв достигал] 2’40, — сказала Тойтенберг, — но потом DSB начали преследование, и на последних 30 километрах он довольно быстро сократился. Кажется, моя простуда прошла!» — добавила она со смехом.
Нидерландская гонщица Адри Виссер (DSB Bank) рассказала Cyclingnews о погоне команды и причинах её провала. «За 10 километров до финиша мы услышали, что осталось всего 30 секунд, и решили сократить разрыв, — рассказала победительница Тура Дренте 2007 года, — но девушки, участвовавшие в спринте, немного ошиблись, и последние 700 метров у нас была только одна. Затем весь пелотон взял верх».
Как только остальная часть пелотона прошла мимо, команда DSB Bank оказалась завалена, и Ангелу Бродтку на финише обошла пробивная спринтерша Bigla Моника Холлер. «В противном случае, я думаю, мы бы сократили разрыв», — сказала она о путанице на последнем километре, которая так помешала преследованию команды. «Работа впустую!» — сказала она с философской улыбкой.
«Да, это был хороший день», — сказала обладательница жёлтой майки Сюзанн Юнгског. «Это был быстрый день. Было много атак со стороны девушек, и это было довольно сложно». Тяжёлый день, проведённый в погоне за соперницами, показал бывшей двукратной чемпионке мира, что, несмотря на более чем три с половиной минуты преимущества над ближайшей соперницей Юдит Арндт (High Road), гонка ещё далеко не выиграна. «[Они много атаковали], — продолжила она, — так что это будут трудные четыре дня, я должна быть осторожна».
Не теряющая оптимизма Амбер Небен (США) снова пошла в атаку, чтобы попытаться отыграть время у Юнгског и, возможно, подняться в общем зачёте. «Передо мной [в общем зачете] несколько человек, а потом ещё больший отрыв, — объяснила она, — так что я не знаю, я просто искала возможности. Я подумала, что люди будут немного уставшими после вчерашнего; знаете что: никогда не знаешь, так что попробуй. Я оторвалась, но потом появилась Сюзанн [Юнгског], — продолжила победительница 2005 и 2006 годов, — наверное, на последних 25 км, там был небольшой подъём, на котором мы и оказались. Там были Шэрон Лоус, [Николь] Кук и ещё одна гонщица из AA Drink, так что мы немного покатались, но их догнали, не знаю точно, кто это сделал. Но, попробуем», — улыбнулась она.
«Я думаю, мы всё ещё пытаемся выиграть Тур», — сказала после этапа решительно настроенная Юдит Арндт в интервью Cyclingnews. «Я думаю, что каждый день хорош, но чем дольше мы будем ждать, тем больше устанет Юнгског».
Поскольку все участники гонки финишировали с одинаковым временем, генеральная классификация осталась неизменной. Юнгског снова придётся защищать жёлтую майку на следующем этапе, который пройдет через три подъёма первой категории между Рен-ле-Бен и Акса, единственный этап гонки этого года, который финиширует не там, где начинался.
| \| Результаты этапа \| Результаты этапа \| Результаты этапа \| Результаты этапа \| Результаты этапа \| \| Гонщик \| Гонщик \| Команда \| Время \| \| \| ---------------- \| -------------------- \| ------------------------------ \| ---------------- \| ---------------- \| \| 1-й \| Ина-Йоко Тойтенберг \| High Road Women \| 2ч 56' 51 \| \| \| 2-й \| Шарлотта Беккер \| Equipe Nürnberger Versicherung \| + 2 \| \| \| 3-й \| Моника Холлер \| Bigla \| + 4 \| \| \| 4-й \| Ангела Хенниг \| DSB Bank \| + 4 \| \| \| 5-й \| Эльке Гебхардт \| Германия \| + 4 \| \| \| 6-й \| Юлия Мартисова \| Gauss RDZ Ormu \| + 4 \| \| \| 7-й \| Мартине Брас \| Нидерланды \| + 4 \| \| \| 8-й \| Сюзанна де Гуде \| Equipe Nürnberger Versicherung \| + 4 \| \| \| 9-й \| Магали Ле Флок \| Франция \| + 4 \| \| \| 10-й \| Йоланта Поликевичюте \| Литва \| + 4 \| \| |                      |                                |           |
| |                      |                                |           |
| |                      |                                |           |
| Результаты этапа |                      |                                |           |
| Гонщик | Гонщик               | Команда                        | Время     |
| 1-й | Ина-Йоко Тойтенберг  | High Road Women                | 2ч 56' 51 |
| 2-й | Шарлотта Беккер      | Equipe Nürnberger Versicherung | + 2       |
| 3-й | Моника Холлер        | Bigla                          | + 4       |
| 4-й | Ангела Хенниг        | DSB Bank                       | + 4       |
| 5-й | Эльке Гебхардт       | Германия                       | + 4       |
| 6-й | Юлия Мартисова       | Gauss RDZ Ormu                 | + 4       |
| 7-й | Мартине Брас         | Нидерланды                     | + 4       |
| 8-й | Сюзанна де Гуде      | Equipe Nürnberger Versicherung | + 4       |
| 9-й | Магали Ле Флок       | Франция                        | + 4       |
| 10-й | Йоланта Поликевичюте | Литва                          | + 4       |

| \| Генеральная классификация \| Генеральная классификация \| Генеральная классификация \| Генеральная классификация \| Генеральная классификация \| \| Гонщик \| Гонщик \| Команда \| Время \| \| \| ------------------------- \| ------------------------- \| ----------------------------------- \| ------------------------- \| ------------------------- \| \| 1-й \| Сюзанн Юнгског \| Menikini-Selle Italia-Masters Color \| 12ч 39' 48 \| \| \| 2-й \| Юдит Арндт \| High Road Women \| + 3' 39 \| \| \| 3-й \| Трикси Воррак \| Equipe Nürnberger Versicherung \| + 3' 55 \| \| \| 4-й \| Николь Кук \| Великобритания \| + 4' 21 \| \| \| 5-й \| Клаудия Хойслер \| Equipe Nürnberger Versicherung \| + 4' 34 \| \| \| 6-й \| Шэрон Лоус \| Великобритания \| + 4' 56 \| \| \| 7-й \| Эмбер Небен \| США \| + 4' 59 \| \| \| 8-й \| Кристин Торберн \| Webcor Builders \| + 5' 46 \| \| \| 9-й \| Линда Виллумсен \| High Road Women \| + 5' 58 \| \| \| 10-й \| Мирьям Мельхерс \| Нидерланды \| + 6' 17 \| \| |                 |                                     |            |
| |                 |                                     |            |
| |                 |                                     |            |
| Генеральная классификация |                 |                                     |            |
| Гонщик | Гонщик          | Команда                             | Время      |
| 1-й | Сюзанн Юнгског  | Menikini-Selle Italia-Masters Color | 12ч 39' 48 |
| 2-й | Юдит Арндт      | High Road Women                     | + 3' 39    |
| 3-й | Трикси Воррак   | Equipe Nürnberger Versicherung      | + 3' 55    |
| 4-й | Николь Кук      | Великобритания                      | + 4' 21    |
| 5-й | Клаудия Хойслер | Equipe Nürnberger Versicherung      | + 4' 34    |
| 6-й | Шэрон Лоус      | Великобритания                      | + 4' 56    |
| 7-й | Эмбер Небен     | США                                 | + 4' 59    |
| 8-й | Кристин Торберн | Webcor Builders                     | + 5' 46    |
| 9-й | Линда Виллумсен | High Road Women                     | + 5' 58    |
| 10-й | Мирьям Мельхерс | Нидерланды                          | + 6' 17    |

### Этап 6
| Рен-ле-Бен - Акса |  | (117 км) |

Девяносто восемь гонщиков из 18 команд вышли на старт из Рен-ле-Бен под частично облачным небом. Утренний дождь сделал условия далеко не идеальными, но погода прояснилась, и гонщики могли рассчитывать на то, что на протяжении всей гонки в основном будет сухо. Аманда Спратт (сборная Австралии) и Эмили Бланкефор (сборная Франции) не стартовали на этапе.
Почти сразу же начался подъём на Коль-де-Вальмигер первой категории, из-за высокого темпа несколько групп выбыли из хвоста пелотона, но все основные соперники пересекли вершину вместе. На спуске многим из выбывших удалось восстановить контакт с пелотоном, но через некоторое время группа из трёх гонщиц вырвалась вперёд: бывшая чемпионка мира по велокроссу, Марилин Сальвета, олимпийская чемпионка Сара Кэрриган (Lotto Belisol) и Эринн Уиллок (Webcor Builders). Однако далеко уйти им не удалось, и перед вторым подъёмом их настигла объединённая погоня из High Road и Equipe Nürnberger Versicherung.
Как только начался второй подъём первой категории Col de la Fage — началась атака со стороны чемпионки Германии, Луизы Келлер (High Road), которая, похоже, оправилась от аварии на третьем этапе. Атака Келлер была быстро отбита пелотоном, и вся команда Nürnberger Versicherung начала наращивать темп в интересах лидеров команды, Трикси Воррак и Клаудии Хойслер.
По мере приближения основной группы к вершине претенденты на победу в общем зачёте пытались поставить жёлтую майку, Сюзанн Юнгског (Menikini-Selle Italia) в затруднительное положение серией атак, но все они были отбиты шведской экс-чемпионкой мира.
Почти сразу после спуска начался подъём на заключительный подъём дня — Col du Paradis первой категории. Чтобы упредить атаки других, Юнгског предприняла собственную атаку. К ней присоединились ещё несколько человек, в том числе Шэрон Лоус (сборная Великобритании), но вскоре их настигли другие фавориты. На последующем крутом спуске Лоус удалось оторваться от бывшей чемпионки Нидерландов в индивидуальной гонке, Регины Брёйнс, когда до финиша оставалось около 40 км. Вдвоём они создали небольшой отрыв от остальной части группы. За 15 км до финиша, когда преимущество Лоус и Брёйнс составляло около 40 секунд, Вики Уайтлоу (сборная Австралии) вырвалась из группы во время короткого замедления темпа. На протяжении следующих пяти километров она уверенно настигала лидирующую пару и присоединилась к ним примерно за 10 км до финиша. Вместе — с более свежими ногами Уайтлоу — трое увеличили своё преимущество более чем до минуты, а главные соперники позади, казалось, были готовы отпустить их.
Когда до финиша оставалось шесть километров, бывшая чемпионка мира Эдита Пучинскайте (Equipe Nürnberger Versicherung) атаковала основной пелотон в поздней попытке настичь трёх лидеров. Однако попытка Пучинскайте оказалась слишком запоздалой, и трое беглецов вышли на 500-метровую финишную прямую с большим отрывом от литовки. Когда начался спринт, Брёйнс быстро потускнела, и Лоус и Уайтлоу сошлись в схватке лоб в лоб — повторение многих прошлых встреч. В конце концов, Лоус не выдержала конкуренции с более свежей Уайтлоу, и австралийка одержала победу, опередив британку. Брёйнс заняла третье место, отстав на шесть секунд. Через 36 секунд Пучинскайте пересекла линию финиша и стала четвёртой на этапе. Через семь секунд после этого Тина Либиг заняла пятое место.
Вики Уайтлоу (сборная Австралии) опередила в спринте трёх гонщиц — давнюю подругу Шэрон Лоус (сборная Великобритании) и Регину Брёйнс (сборная Нидерландов). Десятью километрами ранее Уайтлоу настигла двух других участниц, которые уже прошли почти 30 километров. Когда троица приблизилась к подъёму на финишную прямую в Акса, Брёйнс сдала, а Уайтлоу оказалась более свежей из двух других гонщиц, опередив Лоус на финише. Бывшая чемпионка мира, литовка Эдита Пучинскайте (Nürnberger Versicherung) оторвалась на шесть километров, и хотя ей удалось финишировать в отрыве от пелотона, она не смогла догнать лидеров.
«В группе было небольшое затишье, и мой директор Нико сказал: Если хочешь ехать, езжай сейчас», — объяснила Уайтлоу в интервью Cyclingnews. «Я гналась на спуске с группой из шести человек и подумала: Да, я просто поеду. Когда ты чувствуешь себя слабее всего, ты просто атакуешь!. Я перекинула передачу и просто крутила педали, медленно и аккуратно, не пытаясь взорвать себя», — продолжила она. «Мне сказали, что я должна атаковать их, но у меня не было на это сил, поэтому я решила, что мы донесём всех троих до финиша, а сама осталась на спринт». Поскольку шестой этап — единственный в этом году на «Тур де л'Од», который заканчивался не там, где начинался, многие гонщицы не знали, чего ожидать на последних метрах дистанции, в том числе и Уайтлоу. «Я понятия не имела, каким будет спринт, — продолжила она, — я не слишком внимательно изучала профиль, потому что не рассчитывала на победу на этапе! Я спросила у директора: „Какой будет спринт?“, и он сказал: „Не спринтуй слишком рано“, так что я подумала: „Хорошо“. Он дал мне команду „ок“, когда я увидела впереди 500 метров трассы, и я подумала, что моя лучшая сила приходит из длинного спринта — я не спринтер на короткие дистанции — поэтому я сделала довольно длинный спринт примерно на 400 метров, вверх по холму». Этого длинного спринта оказалось достаточно, чтобы обойти старую подругу и соперницу Шэрон Лоус, которая ушла в отрыв от пелотона после спуска с последнего подъёма, когда до финиша оставалось около 40 километров. Это, наконец, оказалось успешной попыткой вырваться из пелотона после нескольких предыдущих попыток.
«Я просто хотела посмотреть, на что я способна», — сказала Лоус в интервью Cyclingnews. «Я не атаковала на втором подъёме и была немного расстроена, что не сделала этого, но я просто хотела убедиться, что смогу получить достаточный отрыв. Я попробовала один раз на последнем подъёме, а затем поехала с Юнгског, когда она атаковала, в надежде, что она останется в стороне — и это всё равно не сработало. Затем, после нескольких атак на спуске, Джулиан [Винн, директор сборной Великобритании] сказал, чтобы я продолжала в том же духе, так что я решила пойти и, должна признаться, не думала, что это останется в стороне. К счастью, там была большая нидерландская девушка! [Регина Брёйнс (сборная Нидерландов)] Так что мы просто работали вместе. Я всё ещё не была уверена, что она останется в стороне. Только когда Вики [Уайтлоу] нас догнала — я знаю Вики по Австралии, — я поняла, что она хочет победить и будет работать». Второй день подряд гонщица из отрыва оказалась слишком измотанной, чтобы внести свой вклад. «Потом, ближе к финишу, — сказала Лоус, — нидерландка перестала работать; я не могла понять, собирается ли она обойти нас в конце, или она устала. Это был хороший день», — улыбнулась она. «Я знала, что сегодня должен быть мой день, если я хочу чего-то добиться, из-за подъёмов. Я и раньше побеждала её на холмах, — сказала она о старой подруге Уайтлоу, — но не в спринтерском финише. Должна признать, что я пропустила флам руж, так что она была немного ближе, чем я думала».
Прежде чем Лоус и Брёйнс, а затем и Уайтлоу, наконец вырвались из лап быстро движущегося пелотона, день ознаменовался серией атак и контратак лидеров общего зачёта. Череда атак большинства соперников на трёх подъёмах первой категории сделала этот день самым тяжёлым для лидера гонки, Сюзанн Юнгског (Menikini-Selle Italia), как она объяснила Cyclingnews: «Было много атак от Юдит [Арндт (High Road)], Трикси [Воррак (Nürnberger Versicherung)] и [Николь] Кук (сборная Великобритании), и всех, и поэтому я не чувствую свои ноги сейчас!» — воскликнула шведская гонщица. «Первый подъём был довольно трудным, но не настолько. Я попыталась атаковать на последнем, и у меня был отрыв, потому что я думаю, что легче быть одной, чем принимать атаки. Но они меня догнали… Но я стараюсь…».
Юнгског придётся защищаться от атак этих же гонщиков на трёх последующих этапах, начиная со следующего 108-километрового этапа в Кастельнодари, расположенного к западу от столицы департамента Од, Каркасона.
| \| Результаты этапа \| Результаты этапа \| Результаты этапа \| Результаты этапа \| Результаты этапа \| \| Гонщик \| Гонщик \| Команда \| Время \| \| \| ---------------- \| -------------------- \| ------------------------------ \| ---------------- \| ---------------- \| \| 1-й \| Вики Уайтлоу \| Австралия \| 3ч 10' 16 \| \| \| 2-й \| Шэрон Лоус \| Великобритания \| + 0 \| \| \| 3-й \| Регина Брёйнс \| Нидерланды \| + 6 \| \| \| 4-й \| Эдита Пучинскайте \| Equipe Nürnberger Versicherung \| + 36 \| \| \| 5-й \| Тина Либих \| DSB Bank \| + 43 \| \| \| 6-й \| Карла Райан \| Австралия \| + 45 \| \| \| 7-й \| Николь Кук \| Великобритания \| + 47 \| \| \| 8-й \| Юдит Арндт \| High Road Women \| + 47 \| \| \| 9-й \| Йоланта Поликевичюте \| Литва \| + 47 \| \| \| 10-й \| Ноэми Кантеле \| Bigla \| + 47 \| \| |                      |                                |           |
| |                      |                                |           |
| |                      |                                |           |
| Результаты этапа |                      |                                |           |
| Гонщик | Гонщик               | Команда                        | Время     |
| 1-й | Вики Уайтлоу         | Австралия                      | 3ч 10' 16 |
| 2-й | Шэрон Лоус           | Великобритания                 | + 0       |
| 3-й | Регина Брёйнс        | Нидерланды                     | + 6       |
| 4-й | Эдита Пучинскайте    | Equipe Nürnberger Versicherung | + 36      |
| 5-й | Тина Либих           | DSB Bank                       | + 43      |
| 6-й | Карла Райан          | Австралия                      | + 45      |
| 7-й | Николь Кук           | Великобритания                 | + 47      |
| 8-й | Юдит Арндт           | High Road Women                | + 47      |
| 9-й | Йоланта Поликевичюте | Литва                          | + 47      |
| 10-й | Ноэми Кантеле        | Bigla                          | + 47      |

| \| Генеральная классификация \| Генеральная классификация \| Генеральная классификация \| Генеральная классификация \| Генеральная классификация \| \| Гонщик \| Гонщик \| Команда \| Время \| \| \| ------------------------- \| ------------------------- \| ----------------------------------- \| ------------------------- \| ------------------------- \| \| 1-й \| Сюзанн Юнгског \| Menikini-Selle Italia-Masters Color \| 15ч 50' 51 \| \| \| 2-й \| Юдит Арндт \| High Road Women \| + 3' 39 \| \| \| 3-й \| Трикси Воррак \| Equipe Nürnberger Versicherung \| + 3' 55 \| \| \| 4-й \| Шэрон Лоус \| Великобритания \| + 4' 03 \| \| \| 5-й \| Николь Кук \| Великобритания \| + 4' 21 \| \| \| 6-й \| Клаудия Хойслер \| Equipe Nürnberger Versicherung \| + 4' 34 \| \| \| 7-й \| Эмбер Небен \| США \| + 4' 59 \| \| \| 8-й \| Кристин Торберн \| Webcor Builders \| + 5' 46 \| \| \| 9-й \| Линда Виллумсен \| High Road Women \| + 5' 58 \| \| \| 10-й \| Регина Брёйнс \| Нидерланды \| + 6' 07 \| \| |                 |                                     |            |
| |                 |                                     |            |
| |                 |                                     |            |
| Генеральная классификация |                 |                                     |            |
| Гонщик | Гонщик          | Команда                             | Время      |
| 1-й | Сюзанн Юнгског  | Menikini-Selle Italia-Masters Color | 15ч 50' 51 |
| 2-й | Юдит Арндт      | High Road Women                     | + 3' 39    |
| 3-й | Трикси Воррак   | Equipe Nürnberger Versicherung      | + 3' 55    |
| 4-й | Шэрон Лоус      | Великобритания                      | + 4' 03    |
| 5-й | Николь Кук      | Великобритания                      | + 4' 21    |
| 6-й | Клаудия Хойслер | Equipe Nürnberger Versicherung      | + 4' 34    |
| 7-й | Эмбер Небен     | США                                 | + 4' 59    |
| 8-й | Кристин Торберн | Webcor Builders                     | + 5' 46    |
| 9-й | Линда Виллумсен | High Road Women                     | + 5' 58    |
| 10-й | Регина Брёйнс   | Нидерланды                          | + 6' 07    |

### Этап 7
| Кастельнодари - Кастельнодари |  | (108 км) |

95 гонщиков из 18 команд вышли на старт в городе Кастельнодари на берегу Канала дю Миди, соединяющего Атлантику со Средиземноморьем. Небо было слегка облачным, но большее беспокойство вызывал вновь появившийся сильный ветер.
Лориан Грэм (сборная Австралии) не стартовала в гонке из-за проблем с коленом, повреждённым в аварии в Германии два года назад.
Почти сразу после того, как был дан старт гонки, Кэтрин Кэрролл (сборная США) начала атаку впереди пелотона, к ней быстро присоединились ещё десять человек, и им позволили оторваться. В группу из одиннадцати гонщиков входили: Ева Лутц (Equipe Nürnberger Versicherung), Ина Тойтенберг (High Road), Адри Виссер (DSB Bank), Мартина Брас (сборная Нидерландов), Дженнифер Хол, Моника Холлер и Зульфия Забирова (все из Bigla), Кэтрин Кэрролл (сборная США), Ирен ван Ден Брук и Лор Вернер (обе из AA Drink) и Элоди Тюффе (Gauss RDZ Ormu). Группа лидеров хорошо сработалась и уверенно наращивала преимущество над пелотоном по мере подъёма второй категории Côte de Labécède Lauragais. Группу возглавляла Сюзанн Юнгског из команды Menikini — Selle Italia. Когда отрыв преодолевал второй подъём, Col de la Pierre Levée, а до финиша оставалось менее 40 км, Холлер, одетая в спринтерскую майку, отстала от отрыва, но у Биглы оставались две гонщицы — Хол и Забирова.
Когда главные фавориты преодолели подъём, было несколько атак со стороны претендентов на победу в общем зачёте, в частности, 4-го места Шэрон Лоус и 5-го места Николь Кук (обе из сборной Великобритании), но все они были нейтрализованы Юнгског.
Когда до финиша оставалось около 20 км, две гонщицы Bigla начали атаковать своих товарищей по отрыву, пользуясь своим численным преимуществом над всеми, кроме команды AA Drink. Хол атаковала, а когда её догнали, Забирова ушла в отрыв, а когда остальные настигли чемпионку Казахстана, Хол снова ушла вперёд. С третьей попытки Забировой удалось уйти в отрыв, и она, благодаря своей силе в индивидуальной гонке, быстро вырвалась вперёд — как и на третьем этапе в Лезиньян-Корбьер. Серия контратак со стороны остальных участников отрыва привела к тому, что группа разделилась, но сплочённой погони не было, и Забирова продолжала наращивать свое преимущество, финишировав с отрывом в 31 секунду. Кэтрин Кэрролл опередила Мартину Брас, Ирен Ван Ден Брук и Элоди Тюффе.
Основной пелотон возглавила Диана Жилюте (сборная Литвы), отставшая от Забировой на 4’58", что означало, что Ван ден Брук поднялась с 20-го на 3-е место в общем зачёте, потеснив Трикси Воррак с подиума.
«Это был хороший день и хорошая работа», — сказала чемпионка Казахстана в интервью Cyclingnews. В команде нас было три девушки из Биглы, и мы работали и думали о победе сегодня. Но это правда, перед стартом я думала о победе, потому что мой директор сказал мне: «Сегодняшний день хорош для тебя». У нас всё получилось, — продолжила Забирова, — на последнем подъёме Дженнифер Хол атаковала. Это была хорошая тактика, потому что Дженнифер много работала на меня. Сегодня я чувствую себя хорошо". Если бы группа пришла к финишу вместе, то фаворитом на победу была бы Ина Тойтенберг. Никто не рискнул бы брать её с собой на финиш, но Забирова почти сделала это. «До этого был один момент, когда мы были вместе впереди, — объяснила она, — и потом я попыталась снова. Но до этого, в первой атаке, я была с Тойтенберг». Однако Забирова хотела избежать дуэли не только с Тойтенберг, и, как и в случае с её первой победой на третьем этапе, она предпочитала действовать в одиночку, чтобы быть уверенной в победе. «Вы меня знаете: либо я одна, либо я последняя!» — рассмеялась она. Если я чувствую себя хорошо, я стараюсь, а если не чувствую, то остаюсь в группе. Думаю, это хороший тест для меня, потому что в прошлом году я ничего не выиграла. В прошлом году мне не повезло: [у меня было] много аварий, четыре аварии. В этом году: одна авария, в Голландии. Но сейчас я начинаю чувствовать себя хорошо". Очередная победа в национальных цветах своей страны значила для Забировой очень много, и такими победами она надеялась вдохновить ещё больше соотечественниц на участие в велогонках. «Для Казахстана это хорошая победа, потому что нам это необходимо», — объяснила она. «В женском велоспорте из Казахстана есть только я, и я хочу выиграть что-то для этой страны, потому что эта страна — хорошая, но не очень известная в спорте, а им нужен спорт». Частично Забировой удалось одержать победу благодаря тому, что у неё была сильная партнёрша по команде, Дженнифер Хол. Они по очереди атаковали остальных участников отрыва, пока одной из них не удалось вырваться вперёд. «Мы атаковали на финише», — объяснила она. «Сначала я, потом она, и она смогла уйти в отрыв, а позади были атаки, атаки и атаки, и я ушла в отрыв. Было очень ветрено, но она так хороша в индивидуальной гонке».
На втором месте с отставанием в 31 секунду от чемпионки из Казахстана оказалась Кэтрин Кэрролл (сборная США) — женщина, которая спровоцировала отрыв в самом начале этапа. «Довольна днём», — сказала она в интервью Cyclingnews. Утром Кори проехал по трассе, и мы знали, что она будет узкой, а когда мы подъезжали, то почувствовали ветер, и я решила попробовать пораньше и посмотреть, что получится. Это случилось в первые пять минут гонки, — продолжила она, — когда мы начали выезжать на узкие дороги, я просто немного поднажала, чтобы посмотреть, кто захочет приехать, и правильная группа образовалась довольно рано". Когда этап вступил в завершающую фазу, начались решающие ходы: «Атаки начали происходить — у Биглы было два гонщика — на последних 20 км», — объяснила она. «Примерно за 15 км до финиша Забирова контратаковала и получила десятисекундный отрыв, который быстро вырос до 45, как показалось, а затем остальные продолжали атаковать, пока не пришли в себя».
«Меня не удивляет, что Зуля выиграла», — сказала спринтер High Road Ина Тойтенберг, — «она была практически сильнейшей в этой группе. Они вроде как атаковали в конце, — продолжила она, — и когда Зульфия провела вторую атаку, мы уже были мертвы, и девушки пытались идти за ней индивидуально, но невозможно в одиночку сократить разрыв с Зульфиёй Забировой». Несмотря на то, что к финишу группа пришла вместе и была явным фаворитом на победу, Тойтенберг не сомневалась, что чемпионка из Казахстана была уверена в своей победе. «Не думаю, что Зуля сильно нервничала, — рассмеялась она, — думаю, она была уверена, что сможет обойти нас всех».
Ева Лутц (Nürnberger Versicherung) провела тяжёлый день, работая на свою команду накануне на тяжелом холмистом этапе, и оказалась слишком уставшей, чтобы бороться за победу, когда это имело значение сегодня. «После вчерашнего дня, когда в группе было двое [гонщиков Bigla], было тяжело. Спринт для меня не очень хорош; я хотела атаковать, но чувствовала, что мои ноги недостаточно хороши. Я попробовала, но ничего не вышло. Дело было не только в холмах, — добавила она с улыбкой, — но и в ветре. Я чувствовала это ещё со вчерашнего дня, что мои ноги устали».
Главной победительницей дня, помимо Забировой, стала Ирен Ван ден Брук. Начав день 20-й в общем зачёте, она сумела выиграть достаточно времени, чтобы подняться на третье место и оттеснить Трикси Воррак (Nürnberger Versicherung) с подиума. «Мы хотели поехать на этап, — сказала она, — я отставала на восемь минут и знала, что, возможно, с хорошим отрывом смогу выиграть время, так что планы были обоюдными. Для меня было хорошо, что группа продолжала поворачивать, пока Забирова была далеко, так что я могла взять ещё несколько минут», — рассмеялась она.
Для Сюзанн Юнгског (Menikini-Selle Italia) это был один из самых спокойных дней в гонке. Решив, что в отрыве нет ничего угрожающего, она отпустила его и позволила своей команде контролировать остальную часть пелотона. «Это было хорошо», — сказала она в интервью Cyclingnews. «Хорошо, что группа ушла, и тогда моей команде было легче продолжать движение. Только Ирен Ван ден Брук была в восьми минутах, так что это была хорошая группа», — добавила она. «В начале, пока группа не ушла, было много атак, но потом всё стало хорошо, только после второго подъёма. Потом Кук и Лоус попытались атаковать меня, но я сразу же взяла их на мушку, так что проблем не было. Я чувствую себя хорошо, так что все хорошо. Наслаждайтесь!».
Пожалуй, впервые за всю гонку команда Menikini-Selle Italia смогла ехать в темпе во главе пелотона и контролировать ситуацию спереди, что Юнгског смогла по достоинству оценить. «Моя команда была очень, очень сильна сегодня, и я благодарна ей за это. Они были великолепны. Завтра будет тяжело», — добавила она.
| \| Результаты этапа \| Результаты этапа \| Результаты этапа \| Результаты этапа \| Результаты этапа \| \| Гонщик \| Гонщик \| Команда \| Время \| \| \| ---------------- \| ------------------- \| ------------------------------ \| ---------------- \| ---------------- \| \| 1-й \| Зульфия Забирова \| Bigla \| 2ч 55' 54 \| \| \| 2-й \| Кэтрин Кэрролл \| США \| + 31 \| \| \| 3-й \| Мартине Брас \| Нидерланды \| + 31 \| \| \| 4-й \| Ирэн ван ден Брук \| AA Drink-Cycling Team \| + 33 \| \| \| 5-й \| Элоди Тюффе \| Gauss RDZ Ormu \| + 38 \| \| \| 6-й \| Ева Лутц \| Equipe Nürnberger Versicherung \| + 42 \| \| \| 7-й \| Ина-Йоко Тойтенберг \| High Road Women \| + 42 \| \| \| 8-й \| Адри Виссер \| DSB Bank \| + 54 \| \| \| 9-й \| Дженифер Хол \| Bigla \| + 54 \| \| \| 10-й \| Лор Вернер \| AA Drink-Cycling Team \| + 57 \| \| |                     |                                |           |
| |                     |                                |           |
| |                     |                                |           |
| Результаты этапа |                     |                                |           |
| Гонщик | Гонщик              | Команда                        | Время     |
| 1-й | Зульфия Забирова    | Bigla                          | 2ч 55' 54 |
| 2-й | Кэтрин Кэрролл      | США                            | + 31      |
| 3-й | Мартине Брас        | Нидерланды                     | + 31      |
| 4-й | Ирэн ван ден Брук   | AA Drink-Cycling Team          | + 33      |
| 5-й | Элоди Тюффе         | Gauss RDZ Ormu                 | + 38      |
| 6-й | Ева Лутц            | Equipe Nürnberger Versicherung | + 42      |
| 7-й | Ина-Йоко Тойтенберг | High Road Women                | + 42      |
| 8-й | Адри Виссер         | DSB Bank                       | + 54      |
| 9-й | Дженифер Хол        | Bigla                          | + 54      |
| 10-й | Лор Вернер          | AA Drink-Cycling Team          | + 57      |

| \| Генеральная классификация \| Генеральная классификация \| Генеральная классификация \| Генеральная классификация \| Генеральная классификация \| \| Гонщик \| Гонщик \| Команда \| Время \| \| \| ------------------------- \| ------------------------- \| ----------------------------------- \| ------------------------- \| ------------------------- \| \| 1-й \| Сюзанн Юнгског \| Menikini-Selle Italia-Masters Color \| 18ч 51' 43 \| \| \| 2-й \| Юдит Арндт \| High Road Women \| + 3' 39 \| \| \| 3-й \| Ирэн ван ден Брук \| AA Drink-Cycling Team \| + 3' 49 \| \| \| 4-й \| Трикси Воррак \| Equipe Nürnberger Versicherung \| + 3' 55 \| \| \| 5-й \| Шэрон Лоус \| Великобритания \| + 4' 03 \| \| \| 6-й \| Николь Кук \| Великобритания \| + 4' 21 \| \| \| 7-й \| Клаудия Хойслер \| Equipe Nürnberger Versicherung \| + 4' 34 \| \| \| 8-й \| Эмбер Небен \| США \| + 4' 59 \| \| \| 9-й \| Кристин Торберн \| Webcor Builders \| + 5' 46 \| \| \| 10-й \| Линда Виллумсен \| High Road Women \| + 5' 58 \| \| |                   |                                     |            |
| |                   |                                     |            |
| |                   |                                     |            |
| Генеральная классификация |                   |                                     |            |
| Гонщик | Гонщик            | Команда                             | Время      |
| 1-й | Сюзанн Юнгског    | Menikini-Selle Italia-Masters Color | 18ч 51' 43 |
| 2-й | Юдит Арндт        | High Road Women                     | + 3' 39    |
| 3-й | Ирэн ван ден Брук | AA Drink-Cycling Team               | + 3' 49    |
| 4-й | Трикси Воррак     | Equipe Nürnberger Versicherung      | + 3' 55    |
| 5-й | Шэрон Лоус        | Великобритания                      | + 4' 03    |
| 6-й | Николь Кук        | Великобритания                      | + 4' 21    |
| 7-й | Клаудия Хойслер   | Equipe Nürnberger Versicherung      | + 4' 34    |
| 8-й | Эмбер Небен       | США                                 | + 4' 59    |
| 9-й | Кристин Торберн   | Webcor Builders                     | + 5' 46    |
| 10-й | Линда Виллумсен   | High Road Women                     | + 5' 58    |

### Этап 8
| Бран - Бран |  | (116 км) |

Восьмой этап представлял собой сложную 119-километровую трассу, со стартом и финишем в городе Бран, расположенном к западу от Каркасона, столицы департамента Од. Трасса включала в себя один подъём первой категории и один подъём второй категории и могла стать последней возможностью для остальных попытаться отобрать время у Юнгског.
90 гонщиков из 18 команд вышли на старт под пасмурным небом. Утренний дождь, к счастью, закончился, и хотя на первых километрах гонки дороги были мокрыми, они вскоре высохли, как только небо прояснилось.
Гонка началась без Ольги Слюсаревой (Menikini — Selle Italia) и Марины Дувняк (Swift Racing), которые не закончили седьмой этап, а также Эммы Пули (сборная Великобритании), Надежды Власовой (Fenixs) и Габби Дэй (Swift Racing), которые финишировали за пределами отведённого лимита времени.
Благодаря высокому темпу пелотон преодолел 39 км за первый час — и это несмотря на то, что всего в 9 км от старта находился подъём второй категории Côte de Fanjeaux. Несмотря на высокий темп, было предпринято несколько попыток оторваться от пелотона, в первую очередь Сарой Кэрриган (Lotto Belisol), но ни одна из них не увенчалась успехом.
Через 40 км Адри Виссер (DSB Bank), которая была в составе отрыва накануне в Кастельнодари, вырвалась из пелотона и начала наращивать отрыв. К подножию подъёма Col de la Malpère первой категории, до которого оставалось чуть более 40 км, преимущество Виссер выросло почти до 3 минут.
Увеличение темпа в основном пелотоне — в основном для того, чтобы оказать давление друг на друга, а не для того, чтобы догнать Виссер — привело к тому, что к вершине её преимущество сократилось примерно до минуты, а несвоевременный прокол Виссер стоил ей ещё больше времени, и она была поймана примерно за 20 км до финиша.
Атаки на заключительных 10 км подруги Виссер по команде DSB Bank, Шэрон ван Эссен и дуэта Ноэми Кантеле и Зульфии Забировой из Биглы были сведены на нет командой High Road, в частности, Юдит Арндт, занявшей второе место в общем зачёте.
Передняя группа, сократившаяся до 37 человек благодаря темпу на последнем подъёме, прибыла на заключительные 4 км вместе, и высокий темп означал, что спринт был неизбежен. Кэрриган начала спринт за 200 метров до финиша, но Тойтенберг оказалась сильнее и обогнала австралийку на финише. Виссер и партнёрша ван Эссен по команде DSB Bank, Ангела Бродтка, заняли третье место.
Все лидеры общего зачёта финишировали в первой группе, а это означало, что Сюзанн Юнгског сохранила жёлтую майку и преимущество в 3’39" над Арндт перед заключительным этапом.
«Мне немного повезло, — сказала Тойтенберг в интервью Cyclingnews после финиша, — Кэрриган закрыла правую сторону, так что спринт с этой стороны был заблокирован, и я свободно доехала до финиша. Это было немного сложно, до гонки так не казалось, но небольшая шикана сделала всё немного запутанным».
Темп самого этапа, особенно на главном препятствии дня — Col de la Malapère первой категории — был таков, что лишил шансов многих быстрых финишеров пелотона. Однако Тойтенберг удалось удержаться: «Я была очень уставшей», — призналась она. «Я очень старалась удержаться в первой группе на последнем холме, и хорошо, что мне это удалось, потому что другая группа не вернулась. Мы были очень быстры, но я больше ничего не делала весь день. Это был довольно мощный подъём, так что они едут быстро, но спринтерам, вероятно, легче подняться на такой холм, чем на более длинный, длиной 5 км».
На ровном участке до финиша всё было далеко не так просто, и был вероятен спринтерский финиш, поскольку пришлось преследовать целую серию атак. Однако для этого у Тойтенберг были услуги одной из сильнейших гонщиц в гонке. «Юдит [Арндт] практически в одиночку закрыла все последние 5 км. Линда [Виллумсен] немного помогла на старте, но потом она устала, а затем Юдит прикрыла Биглу, которая, вероятно, была самой активной в конце. Тогда мне нужно было просто занять свою позицию и найти свой путь в спринте».
Сара Кэрриган была одной из самых активных гонщиц на первых километрах гонки, не раз пытаясь вырваться из пелотона. Но ей всё же удалось найти в себе силы для быстрого спринта, который Тойтенберг смогла преодолеть лишь с трудом. «Я вырвалась вперёд за 200 метров до финиша, а Ина просто настигла меня», — объяснила олимпийская чемпионка. «Немного не повезло, но я счастлива. Я чувствую себя всё лучше и лучше по мере прохождения Тура; в этом году он стал для меня своего рода обретением уверенности. Я действительно обрела большую уверенность на Туре, что очень хорошо. Думаю, в этом году я больше думала головой, а не работала физически». Несмотря на почти 25-минутное отставание от Юнгског в общем зачёте, ранние атаки Кэрриган были парированы. Она не могла этого понять. «Этот Тур был очень странным, — продолжила она, — мы преследовали тех, кого не нужно было, и не преследовали тех, кого нужно было преследовать — например, вчерашний отрыв с Ирен ван ден Брук, которая сейчас занимает третье место в общем зачёте, — это было очень странно. Знаете, нужно стараться: в конце концов, я всегда чувствую себя хуже, чем когда не стараюсь», — улыбнулась она.
Ангела Бродтка (DSB Bank) финишировала третьей, позади Тойтенберг и Кэрриган, и добавила этот результат к своему второму месту после Забировой в Лезиньян-Корбьер. Немецкая спринтерша была уверена, что до конца гонки команда сможет добиться ещё большего. «У нас ещё есть один день, так что я думаю, что мы можем взять победу, — оптимистично сказала она в интервью Cyclingnews, — но я думаю, что сегодня мы очень хорошо поработали над командой, может быть, четыре раза одна девушка была впереди, и это выглядело очень хорошо, но другие девушки сократили разрыв. Я все ещё была там для спринта и пыталась обойти Ину, но она очень сильна, и она снова победила. Это нормально».
DSB Bank привыкла организовывать спринты — обычно для бывшей чемпионки мира Марианны Вос, которая в этом году не участвовала в гонке, — но вместо этого команда предпочла атаковать на последних километрах и заставить других преследовать. «Она [ Шэрон Ван Эссен ] атаковала на последних 10 км, так что это было очень хорошо для нас, — объяснила Бродтка, — Нам не нужно было формировать спринтерский поезд или что-то в этом роде, мы просто посмотрели, и догнали её на последних 3 км или что-то в этом роде».
До финиша в Бране этап проходил под знаком сольной атаки Адри Виссер. В конце концов, невезение и ускоряющийся пелотон привели к тому, что её усилия не увенчались успехом, и она финишировала во второй группе в 5’11" позади Тойтенберг.
«Они догнали меня за 20 минут до финиша», — сказала победительница Тура Дренте 2007 года в интервью Cyclingnews. «Я думала, что оторвалась где-то на 1’25, а потом на спуске я, кажется, поймала камень или что-то в этом роде, у меня спустило колесо и я остановилась на спуске, но человек на мотоцикле был так плох, он был таким медленным».
После прокола шансы Виссер на победу были практически равны нулю, но её присутствие в лидерах означало, что остальные члены её команды могли продолжать сидеть в связке и готовиться к финишу. «Потом мне сказали, что разрыв составляет 26 секунд, и я поехала за командой, потому что у нас есть Ангела, и она может выиграть спринт в пелотоне», — объяснила она. «Тогда у них не было бы всех атак за 20 км до финиша. А потом Шэрон атаковала, и у неё было 5 км до финиша, но я думаю, что мы сделали это ради команды; мы сделали это очень хорошо. Я только немного расстроена, потому что это был хороший отрыв», — улыбнулась она. «Я была немного расстроена после предыдущего дня [когда ей не удалось поравняться с Забировой]. В тот день я была хороша, а теперь хочу сделать это лучше. Это была просто злость, — смеётся она, — я сказала себе вначале, что переживу первый холм, а потом попробую, и я это сделала!».
Для Сюзанны Юнгског этот день был относительно спокойным: «После второго подъёма были атаки, — рассказала лидер гонки в интервью Cyclingnews, — но это было после 70 километров, так что ничего страшного. До этого у меня была команда, так что всего 40 км я ехала одна, так что всё было в порядке. Нападения были, но…. Ноги, кажется, очень, очень хороши, так что я все ещё наслаждаюсь этой гонкой!» — рассмеялась она.
Юнгског оставалось проехать ещё один этап на Тур де л'Од, чтобы второй год подряд стать победительницей. Следующий, заключительный этап, занимал всего 71 км в Лиму к югу от Каркасона, но гонка не должна была быть скучной, поскольку перед финишем ей предстояло преодолеть один подъём второй категории и один подъём первой категории.
| \| Результаты этапа \| Результаты этапа \| Результаты этапа \| Результаты этапа \| Результаты этапа \| \| Гонщик \| Гонщик \| Команда \| Время \| \| \| ---------------- \| -------------------- \| ------------------------------ \| ---------------- \| ---------------- \| \| 1-й \| Ина-Йоко Тойтенберг \| High Road Women \| 3ч 08' 35 \| \| \| 2-й \| Сара Кэрриган \| Lotto-Belisol Ladiesteam \| + 0 \| \| \| 3-й \| Ангела Хенниг \| DSB Bank \| + 0 \| \| \| 4-й \| Мартина Корацци \| Gauss RDZ Ormu \| + 0 \| \| \| 5-й \| Андреа Босман \| DSB Bank \| + 0 \| \| \| 6-й \| Эмма Юханссон \| AA Drink-Cycling Team \| + 0 \| \| \| 7-й \| Сюзанна де Гуде \| Equipe Nürnberger Versicherung \| + 0 \| \| \| 8-й \| Трикси Воррак \| Equipe Nürnberger Versicherung \| + 0 \| \| \| 9-й \| Юлия Мартисова \| Gauss RDZ Ormu \| + 0 \| \| \| 10-й \| Йоланта Поликевичюте \| Литва \| + 0 \| \| |                      |                                |           |
| |                      |                                |           |
| |                      |                                |           |
| Результаты этапа |                      |                                |           |
| Гонщик | Гонщик               | Команда                        | Время     |
| 1-й | Ина-Йоко Тойтенберг  | High Road Women                | 3ч 08' 35 |
| 2-й | Сара Кэрриган        | Lotto-Belisol Ladiesteam       | + 0       |
| 3-й | Ангела Хенниг        | DSB Bank                       | + 0       |
| 4-й | Мартина Корацци      | Gauss RDZ Ormu                 | + 0       |
| 5-й | Андреа Босман        | DSB Bank                       | + 0       |
| 6-й | Эмма Юханссон        | AA Drink-Cycling Team          | + 0       |
| 7-й | Сюзанна де Гуде      | Equipe Nürnberger Versicherung | + 0       |
| 8-й | Трикси Воррак        | Equipe Nürnberger Versicherung | + 0       |
| 9-й | Юлия Мартисова       | Gauss RDZ Ormu                 | + 0       |
| 10-й | Йоланта Поликевичюте | Литва                          | + 0       |

| \| Генеральная классификация \| Генеральная классификация \| Генеральная классификация \| Генеральная классификация \| Генеральная классификация \| \| Гонщик \| Гонщик \| Команда \| Время \| \| \| ------------------------- \| ------------------------- \| ----------------------------------- \| ------------------------- \| ------------------------- \| \| 1-й \| Сюзанн Юнгског \| Menikini-Selle Italia-Masters Color \| 22ч 00' 16 \| \| \| 2-й \| Юдит Арндт \| High Road Women \| + 3' 38 \| \| \| 3-й \| Ирэн ван ден Брук \| AA Drink-Cycling Team \| + 3' 51 \| \| \| 4-й \| Трикси Воррак \| Equipe Nürnberger Versicherung \| + 3' 57 \| \| \| 5-й \| Шэрон Лоус \| Великобритания \| + 4' 05 \| \| \| 6-й \| Николь Кук \| Великобритания \| + 4' 23 \| \| \| 7-й \| Клаудия Хойслер \| Equipe Nürnberger Versicherung \| + 4' 36 \| \| \| 8-й \| Эмбер Небен \| США \| + 5' 01 \| \| \| 9-й \| Кристин Торберн \| Webcor Builders \| + 5' 48 \| \| \| 10-й \| Линда Виллумсен \| High Road Women \| + 6' 00 \| \| |                   |                                     |            |
| |                   |                                     |            |
| |                   |                                     |            |
| Генеральная классификация |                   |                                     |            |
| Гонщик | Гонщик            | Команда                             | Время      |
| 1-й | Сюзанн Юнгског    | Menikini-Selle Italia-Masters Color | 22ч 00' 16 |
| 2-й | Юдит Арндт        | High Road Women                     | + 3' 38    |
| 3-й | Ирэн ван ден Брук | AA Drink-Cycling Team               | + 3' 51    |
| 4-й | Трикси Воррак     | Equipe Nürnberger Versicherung      | + 3' 57    |
| 5-й | Шэрон Лоус        | Великобритания                      | + 4' 05    |
| 6-й | Николь Кук        | Великобритания                      | + 4' 23    |
| 7-й | Клаудия Хойслер   | Equipe Nürnberger Versicherung      | + 4' 36    |
| 8-й | Эмбер Небен       | США                                 | + 5' 01    |
| 9-й | Кристин Торберн   | Webcor Builders                     | + 5' 48    |
| 10-й | Линда Виллумсен   | High Road Women                     | + 6' 00    |

### Этап 9
| Лиму - Лиму |  | (71 км) |

Восемьдесят шесть гонщиков из 18 команд вышли на старт в городке Лиму, к югу от Каркасона. Дождь, который угрожал в течение последних нескольких дней, наконец-то прошёл на Тур де л'Од, и после влажного утра этап начался под пасмурным небом.
К сожалению, гонка стартовала без победительницы пролога Кэти Мактье (сборная Австралии), которая отказалась от участия в восьмом этапе, а также Шарлотты Беккер (Nürnberger Versicherung) и Магали ле Флок (сборная Франции). Не стартовала на финальном этапе и подруга Сюзанн Юнгског по команде Menikini-Selle Italia, Сигрид Корнео.
На первых 19 км было два спринта, в первом из которых победила действующая обладательница красной майки, Моника Холлер (Bigla), а во втором — Элоди Тюффе (Gauss RDZ Ormu), единственная гонщица, способная лишить Холлер титула.
Второй спринт послужил трамплином для очередной атаки занявшей накануне второе место Сары Кэрриган (Lotto Belisol). Она оторвалась от пелотона и в одиночку преодолела вершину второй категории Col du Pas de la Crousette.
После подъёма первой категории Côte de Villardebelle Трикси Воррак (Equipe Nürnberger Versicherung) атаковала пелотон, за ней быстро последовали Николь Кук (сборная Великобритании), Юдит Арндт (High Road) и лидер гонки, Сюзанн Юнгског (Menikini-Selle Italia).
На спуске к финишу в Лиму все четверо работали вместе, причем львиная доля работы пришлась на Воррак, и они быстро оторвались от остальных участников.
Очень важно, что идущая третьей Ирен ван ден Брук (AA Drink) пропустила эту группу, и её небольшое шестисекундное преимущество над Воррак выглядело очень шатким по мере того, как четвёрка отрывалась от остальных.
На ровной трассе перед финишем отрыв группы четырёх лидеров превысил минуту, и стало ясно, что победитель этапа будет из этой группы. Когда они вышли на финишную прямую, Арндт начала свой спринт близко к правой стороне дороги, а Кук попыталась обойти её по правой стороне. На последних метрах Кук привстала и прикрикнула на Арндт, почувствовав, что немка сместилась со своей траектории к барьерам справа. Это замедление позволило Юнгског обойти её на финише и занять второе место после Юдит Арндт. Воррак, уставшая от основной работы, финишировала четвёртой.
Следующая группа пришла к финишу через 59 секунд, и спринт за пятое место выиграла Ангела Бродтка (DSB Bank). В этой группе также находилась Ван ден Брук, которая уступила Воррак третье место, а также обошла Кук в общем зачёте. Пятое место Бродтки и второе Юнгског дали им очки, необходимые для того, чтобы обойти Ину Тойтенберг (High Road) в очковой классификации, и Бродтка получила очковую майку.
Также во второй группе финишировала Клаудия Хойслер (Nürnberger Versicherung), которая выиграла розовую майку молодёжной классификации; Холлер успешно обошла Тюффе и взяла красную спринтерскую майку; Арндт уже обеспечила себе титул победительницы горной классификации, а Юнгског, финишировав рядом со своими ближайшими соперниками, обеспечила себе вторую подряд жёлтую майку Тура де л'Од.
Кук официально оспорила результат с комиссарами гонки, заявив, что Арндт сошла с траектории, но глава жюри гонки постановил, что Арндт придерживалась прямой линии, и именно сужающаяся финишная прямая заставила Арндт приблизиться к барьерам.
«Я думаю, что пока у меня хороший сезон, — сказала Арндт в интервью Cyclingnews, — но если ты плохо выступишь на Олимпиаде, то весь сезон будет хреновым, поэтому я надеюсь, что проведу там хорошую гонку — если меня выдвинут. Но я не очень довольна сегодняшним днем, — продолжила она, — потому что не очень приятно выигрывать вот так, когда кто-то протестует и всё такое. Тогда я предпочла бы не выигрывать». Вместо того чтобы работать над тем, чтобы удержать отрыв — что не принесло бы ей никакой пользы, поскольку все её противники были в группе с ней — Арндт действовала в интересах партнёрши по команде High Road, Ины Тойтенберг, обладательницы оковой зелёной майки. Она надеялась, что группу удастся оттянуть назад, чтобы Тойтенберг выиграла этап и сохранила майку. Однако эта тактика не принесла успеха, и, несмотря на победу Арндт, второго места Юнгског и пятого Бродтки оказалось достаточно, чтобы обе гонщицы обогнали Тойтенберг в зачёте по очкам. Немка, которая накануне была третьей за суперспринтером High Road, забрала майку. «Сегодня мы пытались защитить зелёную майку, — объяснила она, — поэтому я не работала в отрыве — потому что это было не очень хорошо для нас — но я думаю, что мы были недостаточно сильны, чтобы защитить зелёную майку».
«Это было хорошо, потому что шёл дождь, и мне это очень нравится», — сказала Cyclingnews обрадованная Трикси Воррак. «Я думаю, что я [отобрала третье место у Ирен ван ден Брук], потому что было преимущество всего лишь шесть или восемь секунд». На самом деле, 59-секундного отрыва четвёрки от гонщиков позади было более чем достаточно, чтобы бывшая чемпионка Германии вернулась на подиум, с которого её вытеснили накануне, а Кук поднялась на четвёртое место. «Конечно, я немного разочарована, — сказала Ирен ван ден Брук, — для меня это было очень хорошо — третье место — это было невероятно, но пятое место: Я довольна этим. Они были лучше, я всё время преследовала Трикси, но она была сильнее, так что я должна быть довольна этим. Они лучшие — эти четверо — так что они заслужили четыре лучших места!» — сказала она. Когда атака фаворитов закончилась, молодая нидерландка не теряла надежды на то, что они могут отступить из-за различий в интересах четырёх гонщиков. «Я надеялась, что Арндт и Юнгског не очень хотят ехать с Кук и Воррак, — объяснила она, — и мы гнались за ними, но этого было недостаточно».
Для Клаудии Хойслер — партнёрши Воррак по команде Nürnberger Versicherung — победа в молодёжной классификации была приятной, но она также разожгла аппетит молодой немки к новым победам. «Всегда приятно что-то выигрывать, — улыбнулась она, — так что я счастлива. Это последний год, когда я могу выиграть такое, и в следующий раз я хочу выиграть что-то ещё». Для Хойслер и команды Nürnberger Versicherung более важным был успех Воррак, которая вернула себе третье место, которое она так неожиданно потеряла два дня назад. «Мы очень рады этому, — восторгается она, — потому что за два дня до этого мы были расстроены, так как не понимали, что она теряет свое место, поэтому мы очень рады, что вернули его!». Следующей крупной многодневкой Хойслер станет Джиро д’Италия в начале июля, но личная слава может отойти на второй план в пользу команды. «Посмотрим, — объяснила она, — нам нужно защитить титул Эдиты, так что это очень важно для нас».
Победительница гонки, Сюзанн Юнгског наконец-то могла расслабиться, ведь теперь у неё была жёлтая майка, которую она удерживала с финиша четвёртого этапа в Оссейе почти неделю назад. «Чувствую себя очень хорошо, я счастлива и немного устала!» — улыбнулась она. На заключительном этапе Юнгског практически с неприступным преимуществом предстояло справиться с последней атакой своих главных соперников. «На втором подъёме Трикси [Воррак] пошла в атаку, Юдит [Арндт] оказалась с ней, — объяснила она, — а я понеслась следом. На последних 800 метрах я поняла, что подъём очень крутой, и решила, что лучше атаковать, а я знаю, что Трикси очень хороша в дождь, так что лучше иметь отрыв. Я атаковала, со мной была [Николь] Кук, и мы вместе прошли спуск, но потом Трикси и Юдит вернулись — и тогда Трикси ушла, потому что ей нужно было третье место в общем зачёте».
Поскольку Арндт и Юнгског уже занимали первые два места в общем зачёте — ни одна из гонщиц не внесла особого вклада в темп отрыва. «Мы просто сидели рядом с Трикси и приятно проводили время, наслаждаясь», — добавила она со смехом.
Недавно перейдя из команды Flexpoint в Menikini-Selle Italia, Юнгског пришлось привыкать к новой группе гонщиков. Она отдала должное их усилиям, которые помогли ей одержать вторую подряд победу на Тур де л'Од. «Я думаю, что моя команда проделала очень, очень хорошую работу, — сказала она, — так что мне не пришлось делать так много самой. Конечно, майка всегда отнимает много сил, но я всегда благодарна своей команде». Позже в интервью Cyclingnews она особо отметила чемпионку Австралийского содружества Натали Бейтс как гонщицу, которая сделала для неё самую лучшую работу за последние десять дней.
Учитывая, что главные цели Юнгског в этом сезоне приходились на более поздний период, такая впечатляющая победа, как эта, могла показаться слишком ранним достижением. Однако для Юнгског этот результат был зарядом бодрости на долгом пути к достижению этих целей. «Я не думаю, что я слишком хороша, — сказала она, — потому что теперь я поеду домой, чтобы отдохнуть несколько дней, и я не буду слишком счастлива по этому поводу, потому что я знала, что это просто большой бонус. Я хочу стать победительницей «Джиро», хочу хорошо выступить на Олимпиаде и, конечно, хочу снова стать чемпионкой мира. Это моя самая большая цель. Эта победа очень приятна, но я должна быть сосредоточена на оставшейся части сезона».
| \| Результаты этапа \| Результаты этапа \| Результаты этапа \| Результаты этапа \| Результаты этапа \| \| Гонщик \| Гонщик \| Команда \| Время \| \| \| ---------------- \| ----------------- \| ----------------------------------- \| ---------------- \| ---------------- \| \| 1-й \| Юдит Арндт \| High Road Women \| 1ч 54' 56 \| \| \| 2-й \| Сюзанн Юнгског \| Menikini-Selle Italia-Masters Color \| + 0 \| \| \| 3-й \| Николь Кук \| Великобритания \| + 0 \| \| \| 4-й \| Трикси Воррак \| Equipe Nürnberger Versicherung \| + 0 \| \| \| 5-й \| Ангела Хенниг \| DSB Bank \| + 59 \| \| \| 6-й \| Ирэн ван ден Брук \| AA Drink-Cycling Team \| + 59 \| \| \| 7-й \| Шэрон Лоус \| Великобритания \| + 59 \| \| \| 8-й \| Линда Виллумсен \| High Road Women \| + 59 \| \| \| 9-й \| Эмма Юханссон \| AA Drink-Cycling Team \| + 59 \| \| \| 10-й \| Клаудия Хойслер \| Equipe Nürnberger Versicherung \| + 59 \| \| |                   |                                     |           |
| |                   |                                     |           |
| |                   |                                     |           |
| Результаты этапа |                   |                                     |           |
| Гонщик | Гонщик            | Команда                             | Время     |
| 1-й | Юдит Арндт        | High Road Women                     | 1ч 54' 56 |
| 2-й | Сюзанн Юнгског    | Menikini-Selle Italia-Masters Color | + 0       |
| 3-й | Николь Кук        | Великобритания                      | + 0       |
| 4-й | Трикси Воррак     | Equipe Nürnberger Versicherung      | + 0       |
| 5-й | Ангела Хенниг     | DSB Bank                            | + 59      |
| 6-й | Ирэн ван ден Брук | AA Drink-Cycling Team               | + 59      |
| 7-й | Шэрон Лоус        | Великобритания                      | + 59      |
| 8-й | Линда Виллумсен   | High Road Women                     | + 59      |
| 9-й | Эмма Юханссон     | AA Drink-Cycling Team               | + 59      |
| 10-й | Клаудия Хойслер   | Equipe Nürnberger Versicherung      | + 59      |

## Лидеры классификаций
| Этап   |                    | Победитель _        | Генеральная классификация | Очковая             | Горная         | Спринтерская   | Молодёжная      | Командная по времени _         |
| ------ | ------------------ | ------------------- | ------------------------- | ------------------- | -------------- | -------------- | --------------- | ------------------------------ |
| Пролог | пролог             | Кати Мактье         | Кати Мактье               | Кати Мактье         | не определялся | не определялся | Эллен Ван Дейк  | High Road Women                |
| 1      |                    | Николь Кук          | Сюзанн Юнгског            | Николь Кук          | Юдит Арндт     | Моника Холлер  | Клаудия Хойслер | High Road Women                |
| 2      | командная разделка | Нидерланды          | Юдит Арндт                | Николь Кук          | Юдит Арндт     | Моника Холлер  | Клаудия Хойслер | High Road Women                |
| 3      |                    | Зульфия Забирова    | Юдит Арндт                | Сюзанн Юнгског      | Юдит Арндт     | Моника Холлер  | Клаудия Хойслер | High Road Women                |
| 4      |                    | Сюзанн Юнгског      | Сюзанн Юнгског            | Сюзанн Юнгског      | Сюзанн Юнгског | Моника Холлер  | Клаудия Хойслер | Equipe Nürnberger Versicherung |
| 5      |                    | Ина-Йоко Тойтенберг | Сюзанн Юнгског            | Сюзанн Юнгског      | Юдит Арндт     | Моника Холлер  | Клаудия Хойслер | Equipe Nürnberger Versicherung |
| 6      |                    | Вики Уайтлоу        | Сюзанн Юнгског            | Сюзанн Юнгског      | Юдит Арндт     | Моника Холлер  | Клаудия Хойслер | Equipe Nürnberger Versicherung |
| 7      |                    | Зульфия Забирова    | Сюзанн Юнгског            | Зульфия Забирова    | Юдит Арндт     | Моника Холлер  | Клаудия Хойслер | Equipe Nürnberger Versicherung |
| 8      |                    | Ина-Йоко Тойтенберг | Сюзанн Юнгског            | Ина-Йоко Тойтенберг | Юдит Арндт     | Моника Холлер  | Клаудия Хойслер | Equipe Nürnberger Versicherung |
| 9      |                    | Юдит Арндт          | Сюзанн Юнгског            | Ангела Хенниг       | Юдит Арндт     | Моника Холлер  | Клаудия Хойслер | Equipe Nürnberger Versicherung |
| Итог   | Итог               |                     | Сюзанн Юнгског            | Ангела Хенниг       | Юдит Арндт     | Моника Холлер  | Клаудия Хойслер | Equipe Nürnberger Versicherung |

## Итоговое положение
| \| Генеральная классификация \| Генеральная классификация \| Генеральная классификация \| Генеральная классификация \| Генеральная классификация \| \| Гонщик \| Гонщик \| Команда \| Время \| \| \| ------------------------- \| ------------------------- \| ----------------------------------- \| ------------------------- \| ------------------------- \| \| 1-й \| Сюзанн Юнгског \| Menikini-Selle Italia-Masters Color \| 23ч 55' 05 \| \| \| 2-й \| Юдит Арндт \| High Road Women \| + 3' 35 \| \| \| 3-й \| Трикси Воррак \| Equipe Nürnberger Versicherung \| + 4' 02 \| \| \| 4-й \| Николь Кук \| Великобритания \| + 4' 23 \| \| \| 5-й \| Ирэн ван ден Брук \| AA Drink-Cycling Team \| + 4' 57 \| \| \| 6-й \| Шэрон Лоус \| Великобритания \| + 5' 11 \| \| \| 7-й \| Клаудия Хойслер \| Equipe Nürnberger Versicherung \| + 5' 42 \| \| \| 8-й \| Эмбер Небен \| США \| + 6' 07 \| \| \| 9-й \| Линда Виллумсен \| High Road Women \| + 7' 06 \| \| \| 10-й \| Регина Брёйнс \| Нидерланды \| + 7' 15 \| \| |                   |                                     |            |
| |                   |                                     |            |
| |                   |                                     |            |
| Генеральная классификация |                   |                                     |            |
| Гонщик | Гонщик            | Команда                             | Время      |
| 1-й | Сюзанн Юнгског    | Menikini-Selle Italia-Masters Color | 23ч 55' 05 |
| 2-й | Юдит Арндт        | High Road Women                     | + 3' 35    |
| 3-й | Трикси Воррак     | Equipe Nürnberger Versicherung      | + 4' 02    |
| 4-й | Николь Кук        | Великобритания                      | + 4' 23    |
| 5-й | Ирэн ван ден Брук | AA Drink-Cycling Team               | + 4' 57    |
| 6-й | Шэрон Лоус        | Великобритания                      | + 5' 11    |
| 7-й | Клаудия Хойслер   | Equipe Nürnberger Versicherung      | + 5' 42    |
| 8-й | Эмбер Небен       | США                                 | + 6' 07    |
| 9-й | Линда Виллумсен   | High Road Women                     | + 7' 06    |
| 10-й | Регина Брёйнс     | Нидерланды                          | + 7' 15    |

| Очковая классификация | Очковая классификация | Очковая классификация               | Очковая классификация | Очковая классификация |
| Гонщик                | Гонщик                | Команда                             | Очки                  |                       |
| --------------------- | --------------------- | ----------------------------------- | --------------------- | --------------------- |
| 1-й                   | Ангела Хенниг         | DSB Bank                            | 122 очков             |                       |
| 2-й                   | Сюзанн Юнгског        | Menikini-Selle Italia-Masters Color | 114 очков             |                       |
| 3-й                   | Ина-Йоко Тойтенберг   | High Road Women                     | 109 очков             |                       |
| 4-й                   | Юдит Арндт            | High Road Women                     | 107 очков             |                       |
| 5-й                   | Николь Кук            | Великобритания                      | 97 очков              |                       |
| 6-й                   | Зульфия Забирова      | Bigla                               | 90 очков              |                       |
| 7-й                   | Трикси Воррак         | Equipe Nürnberger Versicherung      | 81 очков              |                       |
| 8-й                   | Шэрон Лоус            | Великобритания                      | 79 очков              |                       |
| 9-й                   | Эмма Юханссон         | AA Drink-Cycling Team               | 70 очков              |                       |
| 10-й                  | Юлия Мартисова        | Gauss RDZ Ormu                      | 64 очков              |                       |

| Очковая классификация | Очковая классификация | Очковая классификация               | Очковая классификация | Очковая классификация |
| Гонщик                | Гонщик                | Команда                             | Очки                  |                       |
| --------------------- | --------------------- | ----------------------------------- | --------------------- | --------------------- |
| 1-й                   | Ангела Хенниг         | DSB Bank                            | 122 очков             |                       |
| 2-й                   | Сюзанн Юнгског        | Menikini-Selle Italia-Masters Color | 114 очков             |                       |
| 3-й                   | Ина-Йоко Тойтенберг   | High Road Women                     | 109 очков             |                       |
| 4-й                   | Юдит Арндт            | High Road Women                     | 107 очков             |                       |
| 5-й                   | Николь Кук            | Великобритания                      | 97 очков              |                       |
| 6-й                   | Зульфия Забирова      | Bigla                               | 90 очков              |                       |
| 7-й                   | Трикси Воррак         | Equipe Nürnberger Versicherung      | 81 очков              |                       |
| 8-й                   | Шэрон Лоус            | Великобритания                      | 79 очков              |                       |
| 9-й                   | Эмма Юханссон         | AA Drink-Cycling Team               | 70 очков              |                       |
| 10-й                  | Юлия Мартисова        | Gauss RDZ Ormu                      | 64 очков              |                       |

| Горная классификация | Горная классификация | Горная классификация                | Горная классификация | Горная классификация |
| Гонщик               | Гонщик               | Команда                             | Очки                 |                      |
| -------------------- | -------------------- | ----------------------------------- | -------------------- | -------------------- |
| 1-й                  | Юдит Арндт           | High Road Women                     | 74 очков             |                      |
| 2-й                  | Сюзанн Юнгског       | Menikini-Selle Italia-Masters Color | 61 очков             |                      |
| 3-й                  | Трикси Воррак        | Equipe Nürnberger Versicherung      | 17 очков             |                      |
| 4-й                  | Шэрон Лоус           | Великобритания                      | 16 очков             |                      |
| 5-й                  | Йоланта Поликевичюте | Литва                               | 16 очков             |                      |
| 6-й                  | Сара Кэрриган        | Lotto-Belisol Ladiesteam            | 16 очков             |                      |
| 7-й                  | Адри Виссер          | DSB Bank                            | 13 очков             |                      |
| 8-й                  | Клаудия Хойслер      | Equipe Nürnberger Versicherung      | 11 очков             |                      |
| 9-й                  | Николь Кук           | Великобритания                      | 9 очков              |                      |
| 10-й                 | Ина-Йоко Тойтенберг  | High Road Women                     | 8 очков              |                      |

| Горная классификация | Горная классификация | Горная классификация                | Горная классификация | Горная классификация |
| Гонщик               | Гонщик               | Команда                             | Очки                 |                      |
| -------------------- | -------------------- | ----------------------------------- | -------------------- | -------------------- |
| 1-й                  | Юдит Арндт           | High Road Women                     | 74 очков             |                      |
| 2-й                  | Сюзанн Юнгског       | Menikini-Selle Italia-Masters Color | 61 очков             |                      |
| 3-й                  | Трикси Воррак        | Equipe Nürnberger Versicherung      | 17 очков             |                      |
| 4-й                  | Шэрон Лоус           | Великобритания                      | 16 очков             |                      |
| 5-й                  | Йоланта Поликевичюте | Литва                               | 16 очков             |                      |
| 6-й                  | Сара Кэрриган        | Lotto-Belisol Ladiesteam            | 16 очков             |                      |
| 7-й                  | Адри Виссер          | DSB Bank                            | 13 очков             |                      |
| 8-й                  | Клаудия Хойслер      | Equipe Nürnberger Versicherung      | 11 очков             |                      |
| 9-й                  | Николь Кук           | Великобритания                      | 9 очков              |                      |
| 10-й                 | Ина-Йоко Тойтенберг  | High Road Women                     | 8 очков              |                      |

| Спринтерская классификация | Спринтерская классификация | Спринтерская классификация          | Спринтерская классификация | Спринтерская классификация |
| Гонщик                     | Гонщик                     | Команда                             | Очки                       |                            |
| -------------------------- | -------------------------- | ----------------------------------- | -------------------------- | -------------------------- |
| 1-й                        | Моника Холлер              | Bigla                               | 33 очков                   |                            |
| 2-й                        | Элоди Тюффе                | Gauss RDZ Ormu                      | 24 очков                   |                            |
| 3-й                        | Агне Багдонавичюте         | Литва                               | 11 очков                   |                            |
| 4-й                        | Сара Кэрриган              | Lotto-Belisol Ladiesteam            | 11 очков                   |                            |
| 5-й                        | Шэрон Лоус                 | Великобритания                      | 8 очков                    |                            |
| 6-й                        | Трикси Воррак              | Equipe Nürnberger Versicherung      | 8 очков                    |                            |
| 7-й                        | Эрин Уиллок                | Webcor Builders                     | 7 очков                    |                            |
| 8-й                        | Юдит Арндт                 | High Road Women                     | 7 очков                    |                            |
| 9-й                        | Сигрид Корнео              | Menikini-Selle Italia-Masters Color | 7 очков                    |                            |
| 10-й                       | Сюзанн Юнгског             | Menikini-Selle Italia-Masters Color | 7 очков                    |                            |

| Спринтерская классификация | Спринтерская классификация | Спринтерская классификация          | Спринтерская классификация | Спринтерская классификация |
| Гонщик                     | Гонщик                     | Команда                             | Очки                       |                            |
| -------------------------- | -------------------------- | ----------------------------------- | -------------------------- | -------------------------- |
| 1-й                        | Моника Холлер              | Bigla                               | 33 очков                   |                            |
| 2-й                        | Элоди Тюффе                | Gauss RDZ Ormu                      | 24 очков                   |                            |
| 3-й                        | Агне Багдонавичюте         | Литва                               | 11 очков                   |                            |
| 4-й                        | Сара Кэрриган              | Lotto-Belisol Ladiesteam            | 11 очков                   |                            |
| 5-й                        | Шэрон Лоус                 | Великобритания                      | 8 очков                    |                            |
| 6-й                        | Трикси Воррак              | Equipe Nürnberger Versicherung      | 8 очков                    |                            |
| 7-й                        | Эрин Уиллок                | Webcor Builders                     | 7 очков                    |                            |
| 8-й                        | Юдит Арндт                 | High Road Women                     | 7 очков                    |                            |
| 9-й                        | Сигрид Корнео              | Menikini-Selle Italia-Masters Color | 7 очков                    |                            |
| 10-й                       | Сюзанн Юнгског             | Menikini-Selle Italia-Masters Color | 7 очков                    |                            |

| Молодёжная классификация | Молодёжная классификация | Молодёжная классификация       | Молодёжная классификация | Молодёжная классификация |
| Гонщик                   | Гонщик                   | Команда                        | Время                    |                          |
| ------------------------ | ------------------------ | ------------------------------ | ------------------------ | ------------------------ |
| 1-й                      | Клаудия Хойслер          | Equipe Nürnberger Versicherung | 24ч 00' 47               |                          |
| 2-й                      | Линда Виллумсен          | High Road Women                | + 1' 24                  |                          |
| 3-й                      | Регина Брёйнс            | Нидерланды                     | + 1' 33                  |                          |
| 4-й                      | Карла Райан              | Австралия                      | + 4' 30                  |                          |
| 5-й                      | Татьяна Гудерцо          | Gauss RDZ Ormu                 | + 18' 19                 |                          |
| 6-й                      | Бьянка Нопфле            | Германия                       | + 30' 05                 |                          |
| 7-й                      | Джессика Аллен           |                                | + 41' 10                 |                          |
| 8-й                      | Дженифер Хол             | Bigla                          | + 47' 40                 |                          |
| 9-й                      | Моника Холлер            | Bigla                          | + 1ч 06' 49              |                          |
| 10-й                     | Corinna Thumm            | Германия                       | + 1ч 08' 45              |                          |

| Молодёжная классификация | Молодёжная классификация | Молодёжная классификация       | Молодёжная классификация | Молодёжная классификация |
| Гонщик                   | Гонщик                   | Команда                        | Время                    |                          |
| ------------------------ | ------------------------ | ------------------------------ | ------------------------ | ------------------------ |
| 1-й                      | Клаудия Хойслер          | Equipe Nürnberger Versicherung | 24ч 00' 47               |                          |
| 2-й                      | Линда Виллумсен          | High Road Women                | + 1' 24                  |                          |
| 3-й                      | Регина Брёйнс            | Нидерланды                     | + 1' 33                  |                          |
| 4-й                      | Карла Райан              | Австралия                      | + 4' 30                  |                          |
| 5-й                      | Татьяна Гудерцо          | Gauss RDZ Ormu                 | + 18' 19                 |                          |
| 6-й                      | Бьянка Нопфле            | Германия                       | + 30' 05                 |                          |
| 7-й                      | Джессика Аллен           |                                | + 41' 10                 |                          |
| 8-й                      | Дженифер Хол             | Bigla                          | + 47' 40                 |                          |
| 9-й                      | Моника Холлер            | Bigla                          | + 1ч 06' 49              |                          |
| 10-й                     | Corinna Thumm            | Германия                       | + 1ч 08' 45              |                          |

| Командная классификация по времени | Командная классификация по времени | Командная классификация по времени | Командная классификация по времени |
| Команда                            | Команда                            | Время                              |                                    |
| ---------------------------------- | ---------------------------------- | ---------------------------------- | ---------------------------------- |
| 1-й                                | Equipe Nürnberger Versicherung     | 72ч 01' 01                         |                                    |
| 2-й                                | High Road Women                    | + 15' 27                           |                                    |
| 3-й                                | AA Drink-Cycling Team              | + 39' 06                           |                                    |
| 4-й                                | Великобритания                     | + 40' 59                           |                                    |
| 5-й                                | Lotto-Belisol Ladiesteam           | + 43' 04                           |                                    |
| 6-й                                | Нидерланды                         | + 48' 03                           |                                    |
| 7-й                                | DSB Bank                           | + 59' 35                           |                                    |
| 8-й                                | Gauss RDZ Ormu                     | + 1ч 04' 15                        |                                    |
| 9-й                                | Webcor Builders                    | + 1ч 04' 23                        |                                    |
| 10-й                               | Bigla                              | + 1ч 11' 51                        |                                    |

| Командная классификация по времени | Командная классификация по времени | Командная классификация по времени | Командная классификация по времени |
| Команда                            | Команда                            | Время                              |                                    |
| ---------------------------------- | ---------------------------------- | ---------------------------------- | ---------------------------------- |
| 1-й                                | Equipe Nürnberger Versicherung     | 72ч 01' 01                         |                                    |
| 2-й                                | High Road Women                    | + 15' 27                           |                                    |
| 3-й                                | AA Drink-Cycling Team              | + 39' 06                           |                                    |
| 4-й                                | Великобритания                     | + 40' 59                           |                                    |
| 5-й                                | Lotto-Belisol Ladiesteam           | + 43' 04                           |                                    |
| 6-й                                | Нидерланды                         | + 48' 03                           |                                    |
| 7-й                                | DSB Bank                           | + 59' 35                           |                                    |
| 8-й                                | Gauss RDZ Ormu                     | + 1ч 04' 15                        |                                    |
| 9-й                                | Webcor Builders                    | + 1ч 04' 23                        |                                    |
| 10-й                               | Bigla                              | + 1ч 11' 51                        |                                    |

### Комментарии
1. ↑  Гонка не получила статус 2.1, который был понижен до 2.2 из-за того, что организаторы гонки отказались пригласить команду Flexpoint после того, как она не смогла посетить ужин и презентацию после гонки в прошлом году[1].